# Géographie de la Vendée
La Vendée est un département de l'Ouest de la France, situé dans la région Pays de la Loire. Bordé par l'océan Atlantique à l'ouest, il s'étend sur 6 720 km2 et atteint à l'est une altitude maximale d'à peine 300 m, dans la partie sud du Massif armoricain. Il comptait plus de 700 000 habitants en 2022. Sa préfecture se trouve à La Roche-sur-Yon, et ses deux sous-préfectures à Fontenay-le-Comte et aux Sables-d'Olonne. Héritière de l'ancien Bas-Poitou, la Vendée forme une marche naturelle, climatique et paysagère entre le Massif armoricain et le Bassin aquitain,.

## Situation

Situation de la Vendée en France

La Vendée est située à l’ouest du continent européen, quasiment au centre de la façade atlantique française, et de l'Arc Atlantique Européen, au sud de la péninsule armoricaine. Localisée entre l’estuaire de la Loire et le Marais poitevin (ancien golfe des Pictons), la Vendée comprend à la fois les contreforts méridionaux du Massif armoricain et la frange septentrionale du Bassin aquitain.
Territoire essentiellement rural (et périurbain), selon le géographe Alain Chauvet, la Vendée forme une enclave entre l’axe Armoricain formé, au nord, par la vallée et l’estuaire de la Loire  sur lequel se sont développées les villes d’Angers, de Nantes et de Saint-Nazaire, et l’axe Aquitain formé au sud par le seuil du Poitou et les ports aunisiens, où se sont développées les villes de Poitiers, de Niort et de La Rochelle.

Carte physique simplifiée de la France.

La situation du territoire vendéen aux confins du Massif armoricain et du Bassin aquitain et à proximité du Bassin parisien en a longtemps fait une région aux confins des trois royaumes qui se sont développés au cœur de ces trois entités géologiques : la Bretagne (sur le Massif armoricain), l’Aquitaine (dans le Bassin aquitain) et la France (dans le Bassin parisien). Ces trois grandes puissances régionales, initialement de langues et de cultures différentes (Celte, Occitane et Française), se sont souvent affrontées pour le contrôle de cet espace de marche  dénommé à l’époque : l’Herbauges puis le Bas-Poitou.
La situation géographique de la Vendée contribue ainsi à expliquer pourquoi ce territoire a, au cours de son histoire, été tant marqué par les guerres dont les plus importantes furent probablement la guerre des Vénètes dans l’antiquité, la guerre de Cent Ans au Moyen Âge puis les guerres de Religion à l’époque moderne et enfin les guerres de l’Ouest à l’époque contemporaine.

## Géologie

La majeure partie du territoire vendéen forme les contreforts méridionaux du Massif armoricain.

### Un espace de transition entre Bassin aquitain et Massif armoricain
La Vendée peut être subdivisée en deux grands ensembles géologiques : une partie du Bassin aquitain au sud (régions naturelles de la Plaine et du Marais poitevin) et une plus large partie du Massif armoricain (régions naturelles du Bas-Bocage, du Haut-Bocage, du Marais breton-vendéen).
La situation de la Vendée, aux confins de ces deux grands ensembles géologiques forts différents, lui permet de bénéficier d'une grande diversité de sols et de paysages.
Les sols du plateau armoricain vendéen, se composent essentiellement de schistes (Bas-Bocage) ponctués par d'importants îlots granitiques à l'exception de la région de Chantonnay où les sols sont calcaires. Le Haut-Bocage se caractérise quant à lui par des sols granitiques bien que quelques roches basaltiques y soient présentes. Une vaste coulée de gneiss traverse la Vendée dans le sens Nord-Ouest / Sud-Est séparant globalement les régions du Bas-Bocage et du Haut-Bocage. Le gneiss est aussi largement présent sans les sols de l'île d'Yeu tout comme le granite qui se retrouve aussi dans la partie nord de l'île de Noirmoutier.
Les sols du Bassin aquitain sont, quant à eux, très différents. Ceux de la Plaine vendéenne sont calcaires et forment de petites falaises au contact de l'océan (Jard-sur-Mer, Pointe du Payré). Enfin, les sols des marais (Poitevin et Breton) sont essentiellement argileux et sablonneux, à l'exception des anciennes îles du golfe du marais poitevin, qui comme ceux de la plaine sont calcaires.

### Relief

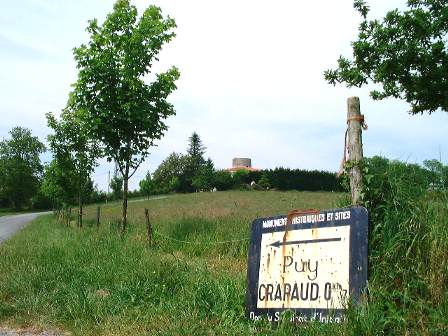
Le puy Crapaud dans les Collines vendéennes

Avec une altitude moyenne de 39 mètres, le territoire de la Vendée est relativement peu élevé à l'échelle nationale. Cette caractéristique s'explique essentiellement par le fait qu'une part non négligeable du territoire vendéen se compose de polders (marais poitevins et marais salants) dont l'altitude est, par endroit, inférieure à celle du niveau de la mer. Toutefois, l'altitude est relativement variable sur les différentes partie du territoire vendéen. En effet, si sur le vaste plateau central du Bas-Bocage, l'altitude varie entre 50 et 100 mètres, elle est relativement plus élevée dans les collines du Haut-Bocage ou elle atteint souvent plus de 200 mètres. Avec ses 290 mètres, Saint-Michel-Mont-Mercure est le point culminant de la Vendée. Le puy Crapaud à Pouzauges, est aussi, avec ses 269 mètres, l'un des plus hauts sommets de la région.

### Le bassin houiller de Vendée
- Bassin houiller du Carbonifère
- Limites départementales

Carte de l'étendue du bassin houiller de Vendée.
Bassin houiller du Carbonifère

Le bassin houiller de Vendée s'est principalement formé au Stéphanien (daté entre -307 et -299 millions d'années), il est découpé en trois lambeaux : le bassin du lac de Grand-Lieu, le bassin de Chantonnay et le bassin de Faymoreau-Vouvant. Ce gisement forme une bande étroite et discontinue de quelques kilomètres de large sur plus de 100 km de long entre le lac de Grand-Lieu en Loire-Atlantique et les communes de Saint-Laurs et Ardin en Deux-Sèvres, en passant par Chantonnay, situé au cœur de la Vendée, et Vouvant, dans le sud-est du même département.

### Microrégion sismique

Le plateau sud armoricain sur lequel se situe la Vendée est le résidu d'une ancienne chaîne de montagne, qui, en dépit de son importante érosion, reste traversée par de nombreuses failles dont les mouvements répétés sont à l'origine de séismes. Bien que ces tremblements de terre soient de faible intensité, leur fréquence élevée fait de la Vendée la principale région sismique de métropole après les massifs Alpin et Pyrénéen.

## Climats

### Un territoire aux confins des climats océaniques Aquitain et Nord-Ouest

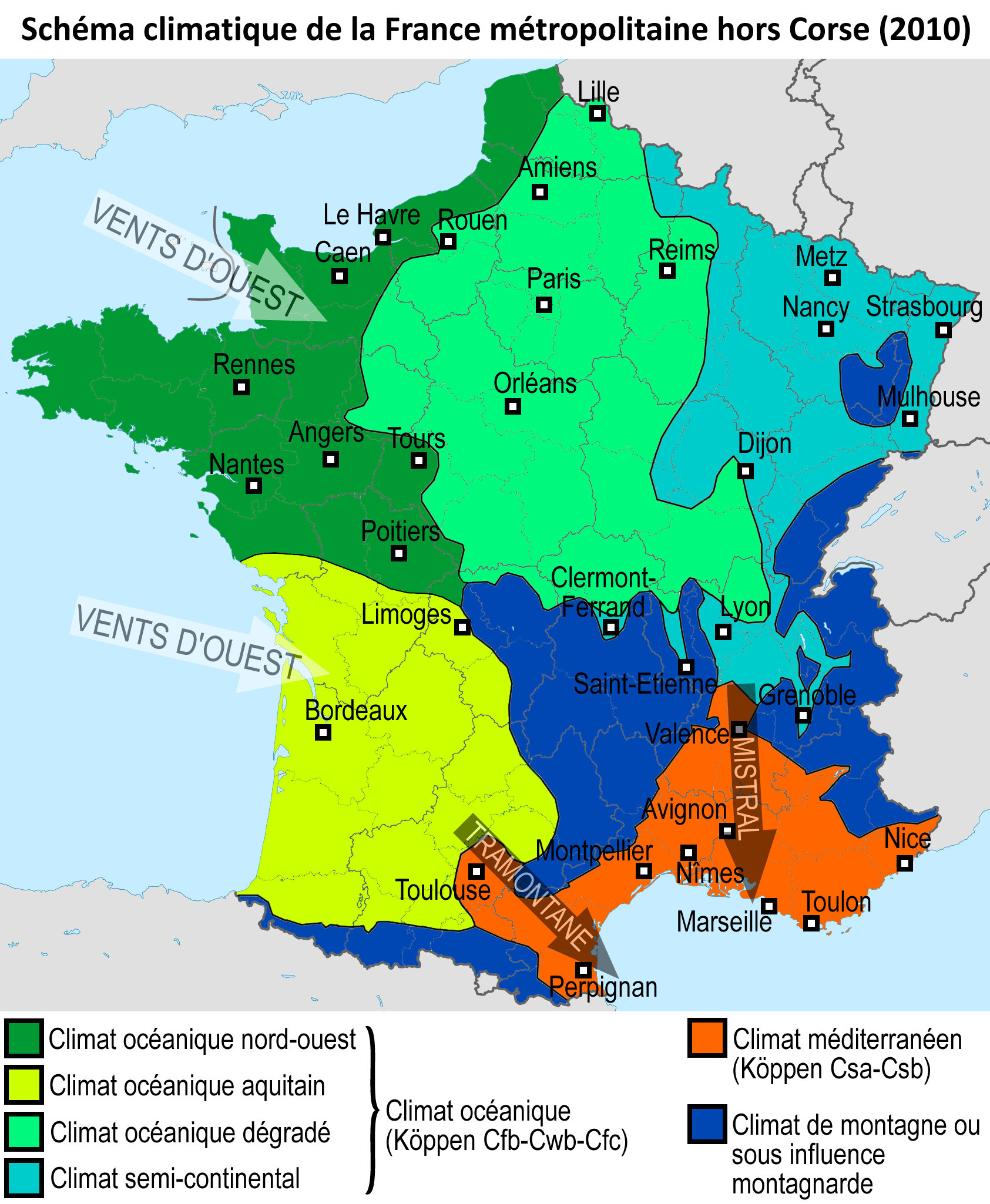

La Vendée connait un climat océanique. Les vents marins venant de l’ouest apportent des précipitations ainsi qu’une douceur climatique. Ces vents, dont la force motrice a souvent été exploitée par les vendéens, comme en témoigne la présence de nombreux moulins dans la région, peuvent aussi être à l’origine de tempête notamment en automne.
La Vendée est aux confins des deux grandes zones climatiques océaniques que connait la façade atlantique française : la zone de climat océanique Nord-Ouest, qui couvre l’essentiel de l’espace armoricain et la zone de climat océanique aquitain qui s’étend quasiment sur l’ensemble du Bassin aquitain.
Le climat océanique Nord-Ouest, est marqué par des étés tempérés et des hivers assez frais tandis que le climat océanique Aquitain se caractérise, quant à lui par des étés plus chauds et des hivers relativement doux.
Ainsi le bocage est marqué par des précipitations plus abondantes et un climat plus frais que le reste de la Vendée, tandis que le Sud-Vendée connait, du fait de l’influence climatique de l’Aquitaine, des étés généralement plus chauds que le reste du territoire.

### Ensoleillement et microclimat vendéen

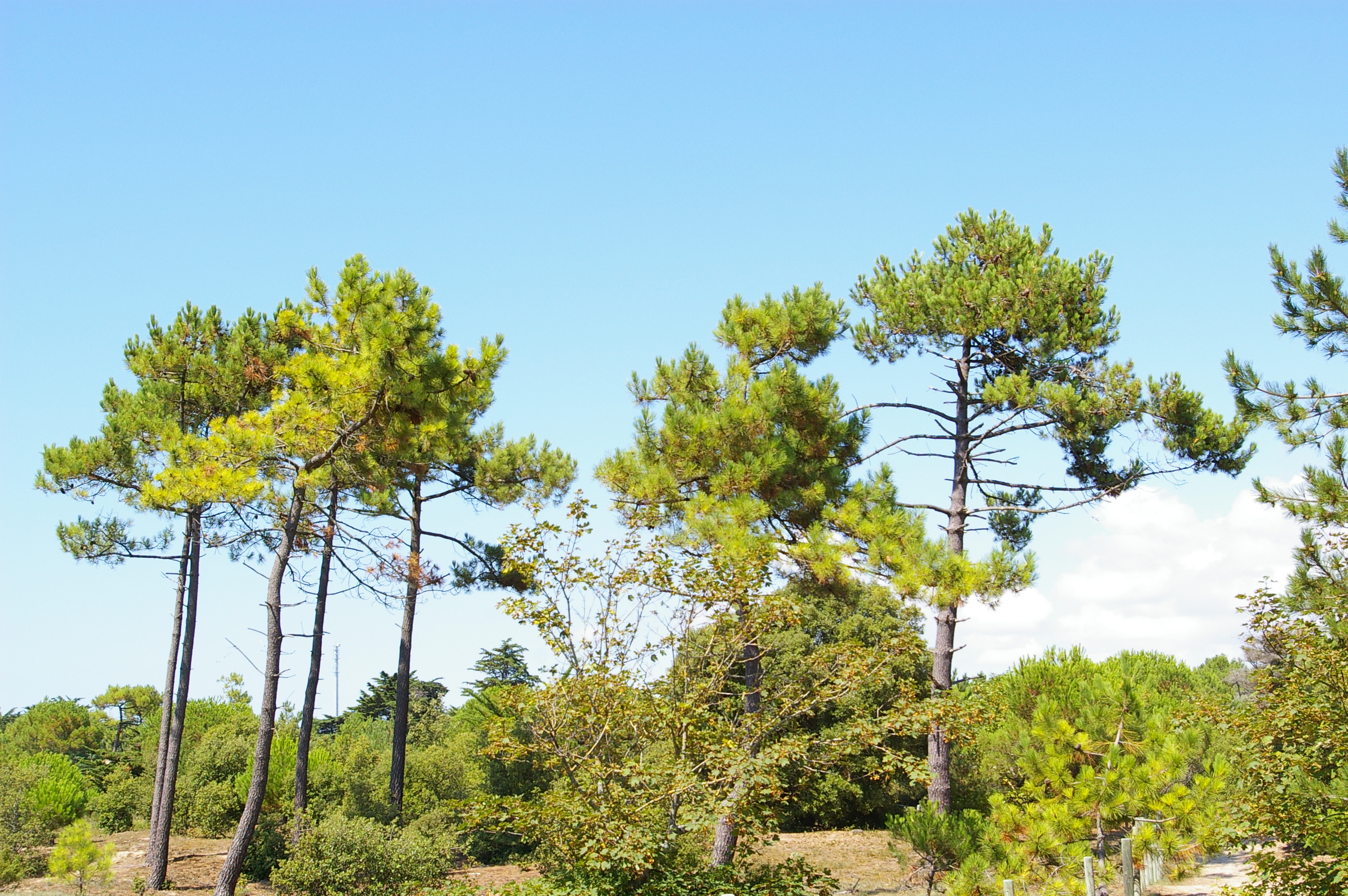
Pinède à Saint-Jean-de-Monts.

La situation intermédiaire de la Vendée entre Massif armoricain et Bassin aquitain lui permet à la fois d’échapper aux perturbations venant du nord-ouest se déplaçant sur la péninsule Bretonne ainsi qu’aux orages nés en Aquitaine et circulant vers le Massif central et le Bassin parisien. Fortes de cette caractéristique la Vendée et l'Aunis, bénéficient d’un microclimat leur procurant le meilleur ensoleillement de la côte atlantique française (2100 heures annuelles) et le second l’échelle nationale après le littoral méditerranéen. Ainsi la côte vendéenne est surnommée la Côte de Lumière.
L’ensoleillement est toutefois plus faible à l’intérieur des terres puisque en raison de son altitude, plus importante, le bocage vendéen, tend à être davantage soumis aux précipitations venant de l’ouest.

## Les paysages

Carte des villes et des paysages en Vendée.

### Une zone de transition entre les paysages armoricains et les paysages du Sud de la France
Les paysages vendéens comportent à la fois, des caractéristiques communes à ceux de la Bretagne et des régions de l’Europe celtique, ainsi que des traits communs avec les paysages d’Occitanie et d'Europe du Sud.
La majeure partie de la Vendée se situe sur le plateau armoricain dont le vallonnement est à l’origine de paysages marqués par l’habitat dispersé et le bocage (Bocage vendéen), souvent utilisé pour l’élevage et pour la culture du seigle, comme en Bretagne. Le climat océanique Nord-Ouest, marqué par l’humidité, donne naissance, au contact du schiste et du granit, à une végétation que l’on retrouve généralement dans les territoires celtiques telles que les forêts humides tempérées ainsi que les prairies où poussent les ajoncs et genêts sauvages. Au contact de l’océan, ce plateau forme un littoral découpé donnant  naissance à des falaises (Côte Sauvage de l’île d'Yeu, Corniche vendéenne...).

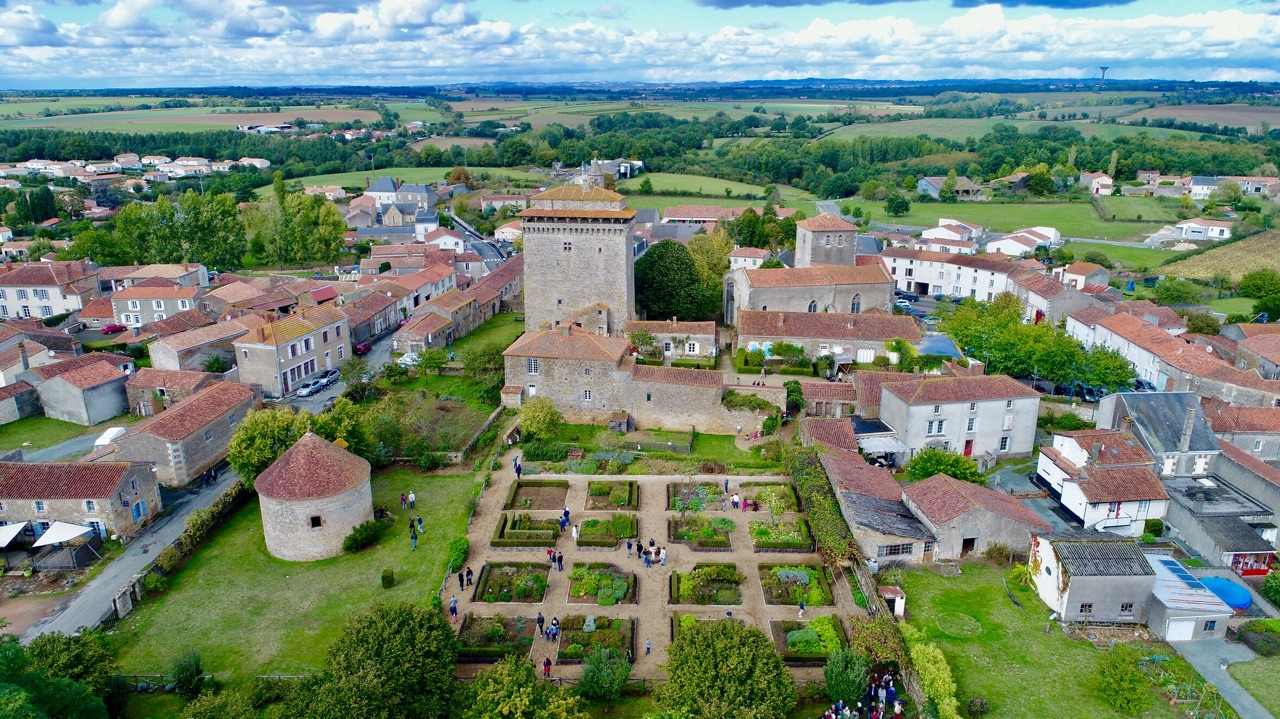
Un village typique du Bocage vendéen : ici Bazoges-en-Pareds

Par ailleurs, le paysage vendéen annonce aussi l’entrée dans le Sud de la France. Cette caractéristique est particulièrement visible dans les plaines calcaires du Sud-Vendée, où le peuplement est souvent groupé, comme dans les plaines charentaises. La culture de la vigne (Fief Vendéens) et du blé sont présentes en Vendée tout comme les cultures maraichères (melons en Sud-Vendée). Les marais donnent naissance, au contact de la mer, à de vastes plages de sable souvent adossées à des pinèdes comportant des acacias et de chênes verts (forêt de Longeville, forêt d’Olonne, forêt de Monts) qui ne sont pas sans rappeler le littoral landais et languedocien.
Du fait de cette caractéristique, la Vendée possède, en dépit de la taille réduite de son territoire, une certaine diversité de paysages et d’écosystèmes dont les 4 principaux sont le Bocage, la Plaine, les marais salants et le Marais poitevin. Le Pays des Olonnes, de Brem et du Talmondais est parfois considéré comme une 5-ème région naturelle dans la mesure où cet espace littoral fait les transitions entre les quatre écosystèmes cités précédemment.

### Littoral et îles
Le département est bordé à l'ouest par l'Océan Atlantique, le long de la Côte de Lumière, qui présente des rivages tantôt sablonneux (Saint-Jean-de-Monts, La Tranche-sur-Mer, La Faute-sur-Mer...), tantôt rocheux (Pointe de l'Herbaudière (Noirmoutier), Côte Sauvage de l'île d'Yeu, Corniche Vendéenne de Saint-Hilaire-de-Riez et Saint-Gilles-Croix-de-Vie...). Ce littoral est délimité par la baie de Bourgneuf au nord et la baie de l'Aiguillon au sud qui sont deux vastes zones vaseuses prolongeant les marais breton et poitevin. La Vendée cumule ainsi environ 240 kilomètres de côtes.

#### L'île de Noirmoutier
Au nord-ouest du département se situe l'île de Noirmoutier, reliée au continent par un pont mais également par le célèbre passage du Gois, chaussée submersible à marée haute la plus longue d'Europe. Cette île était initialement un petit bloc de granit culminant à hauteur du bois de la Chaize sur lequel s'est construite une abbaye puis un village. L'île s'est ensuite étendue progressivement vers le sud sous la forme d'une flèche littorale sablonneuse ainsi que de polders créés dans le contexte de l'exploitation des marais salants.

#### L'île d'Yeu
Au large, à une vingtaine de kilomètres à l'ouest du continent, se situe l'île d'Yeu dont le littoral découpé se caractérise par des criques rocheuses et des falaises. On y trouve des landes comportant des ajoncs ainsi que des bruyères et l'intérieur du territoire comporte une végétation spontanée qui abrite aussi de petites forêts de chênes verts. L'agriculture y est très peu présente à l'exception de l'élevage ovin. L'île fut toutefois précocement peuplée comme l'atteste la présence de plusieurs sites mégalithiques.

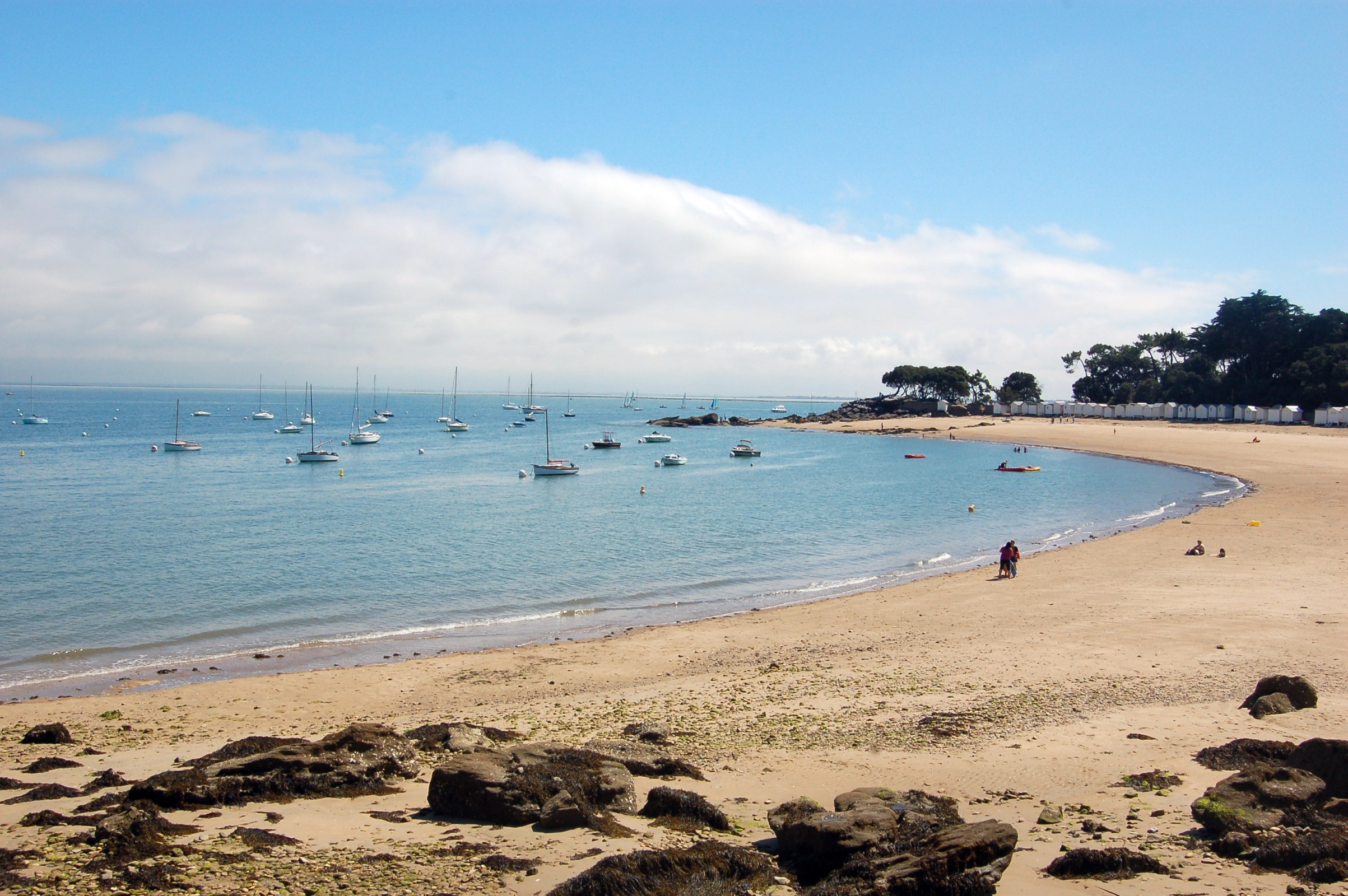
Noirmoutier-en-l'Île, à la pointe nord-ouest.
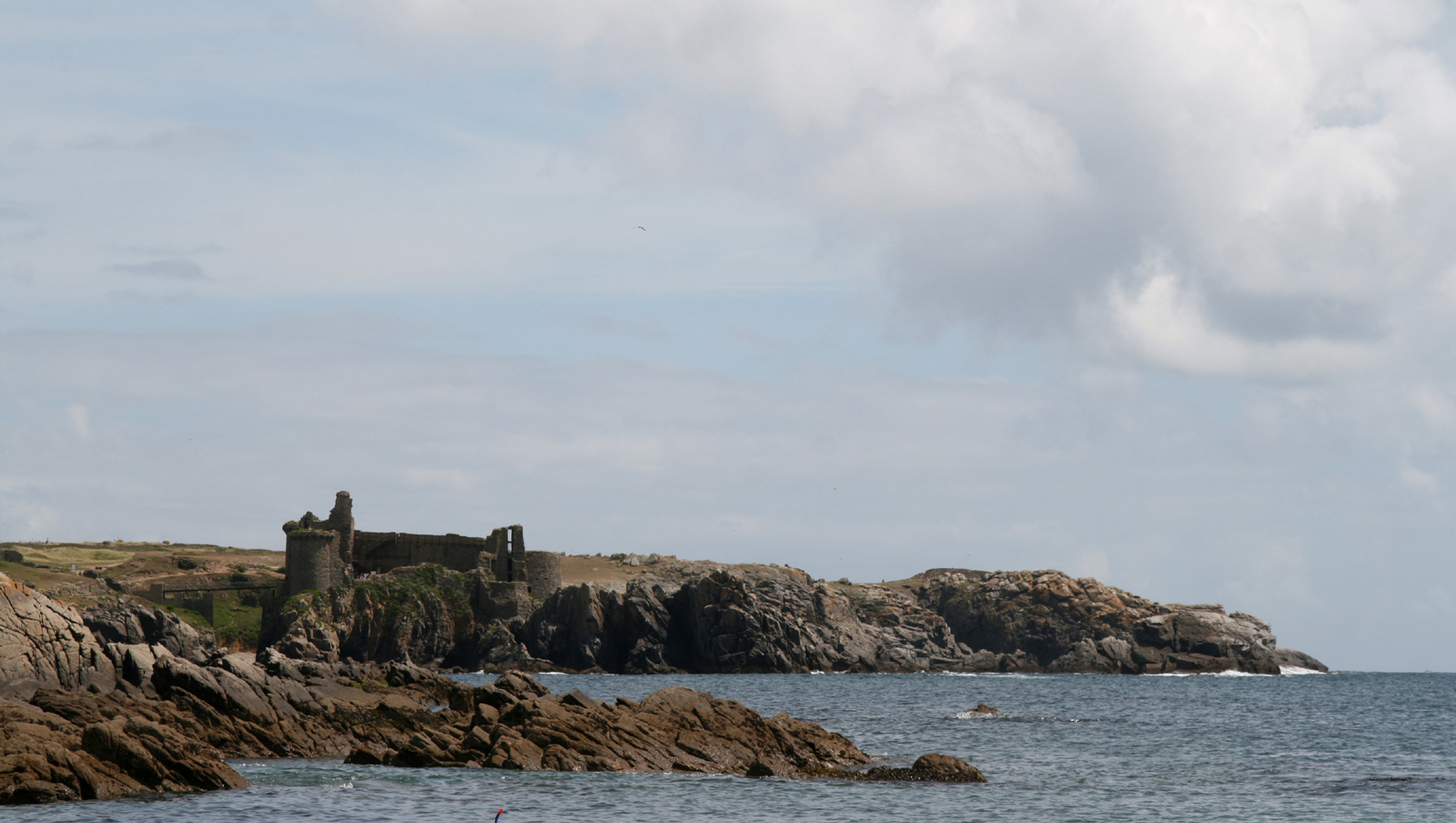
Côte rocheuse de l'île d'Yeu
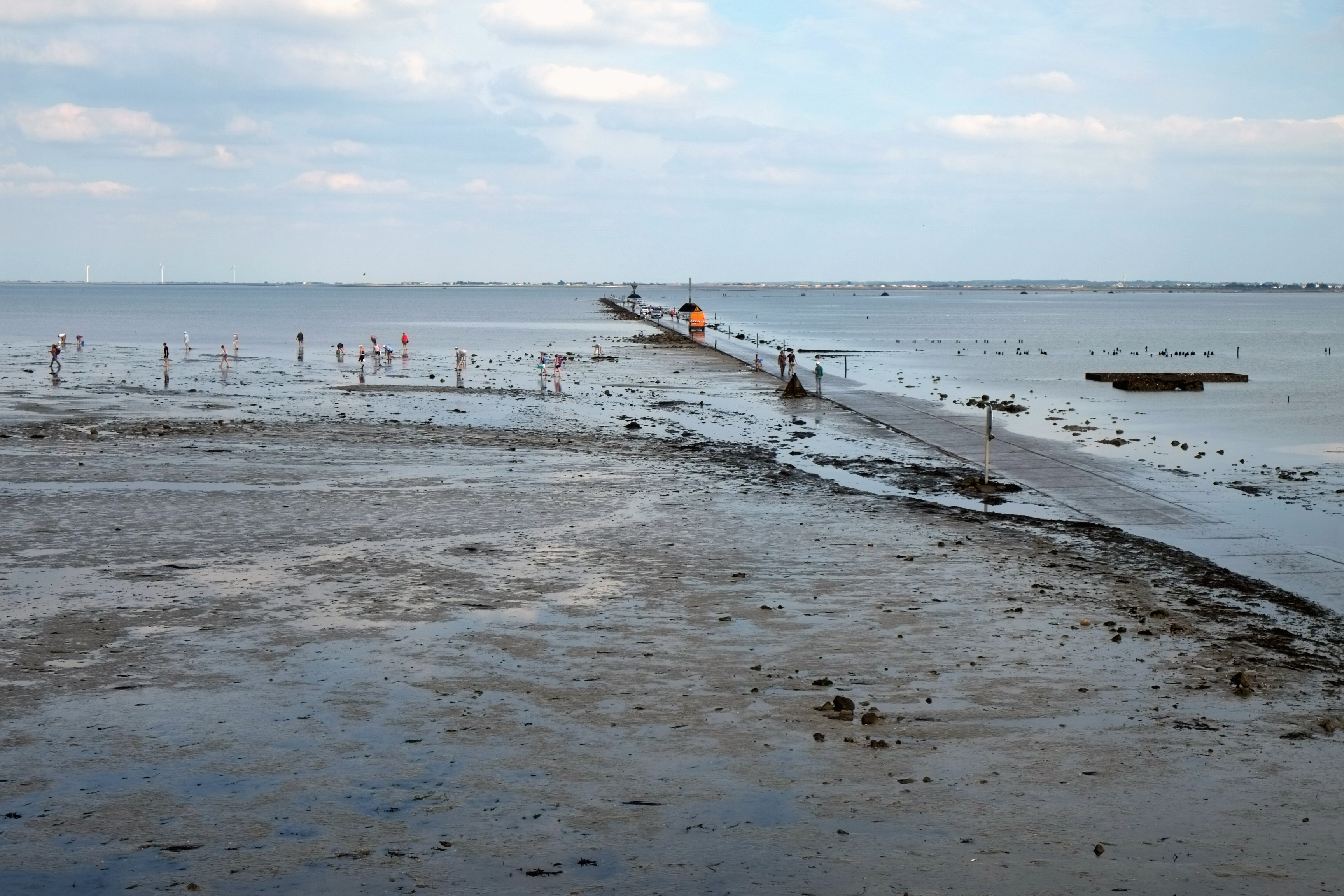
Le passage du Gois
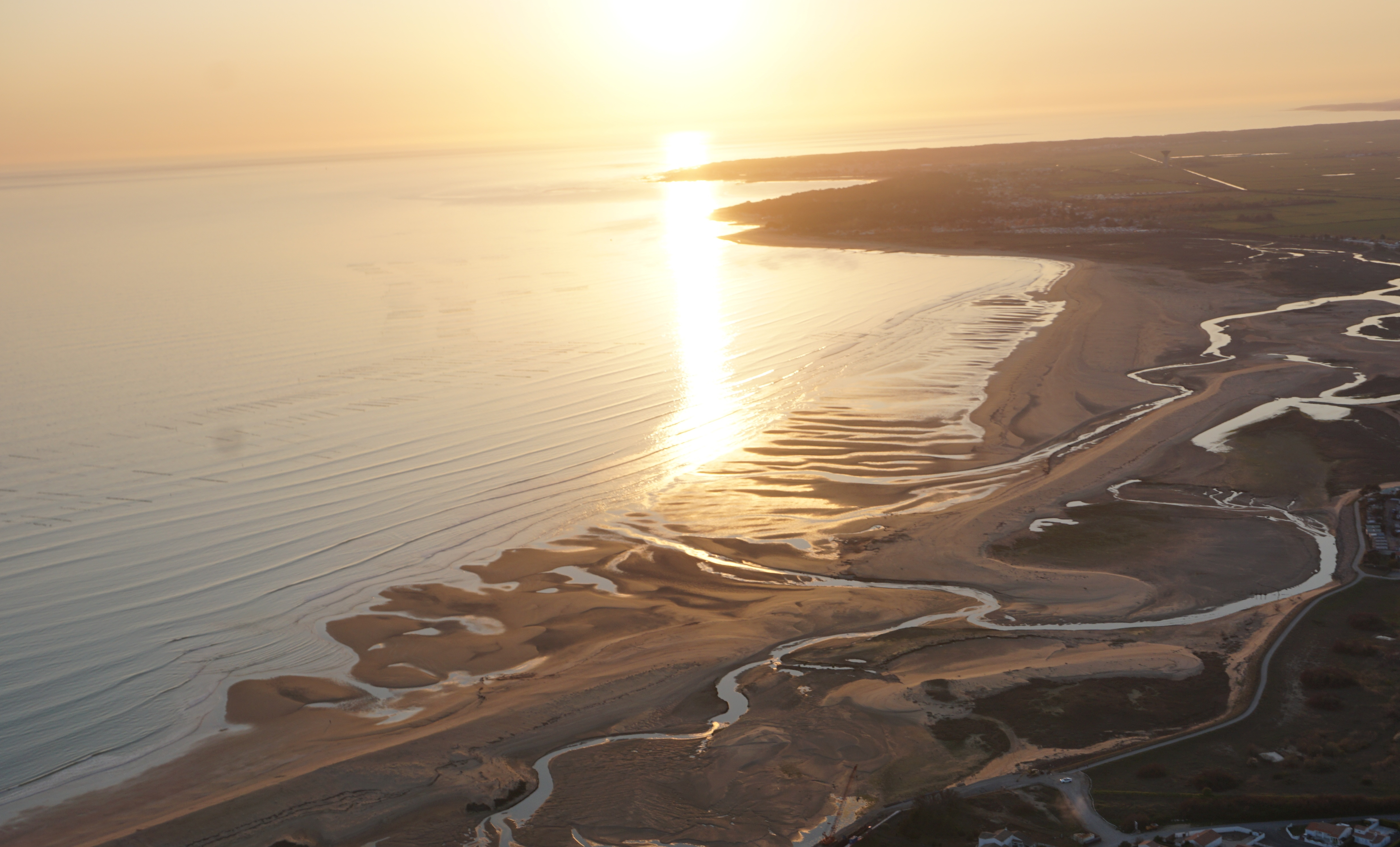
La Belle Henriette
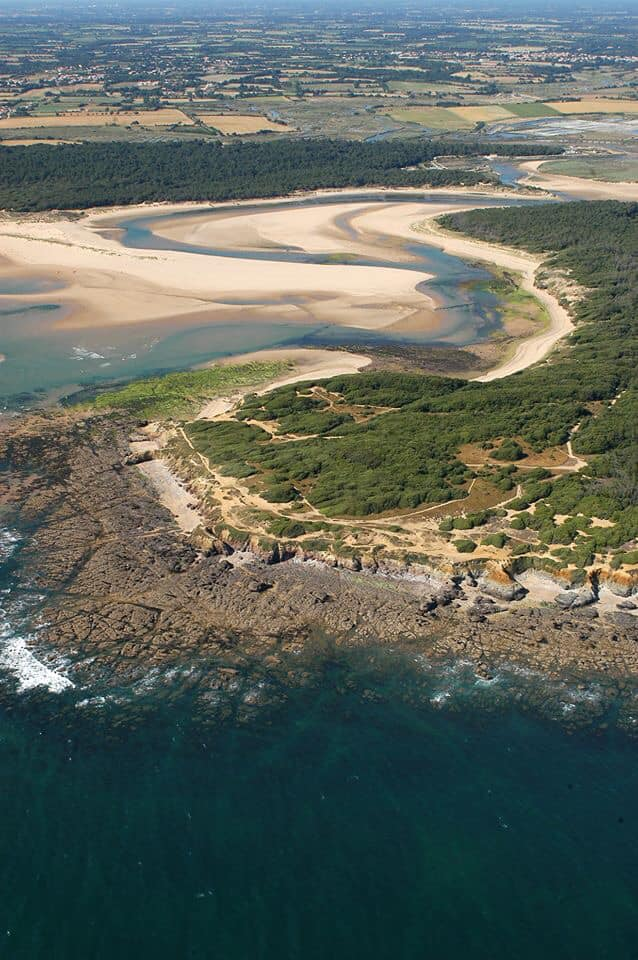
La pointe du Payré dans le Talmondais
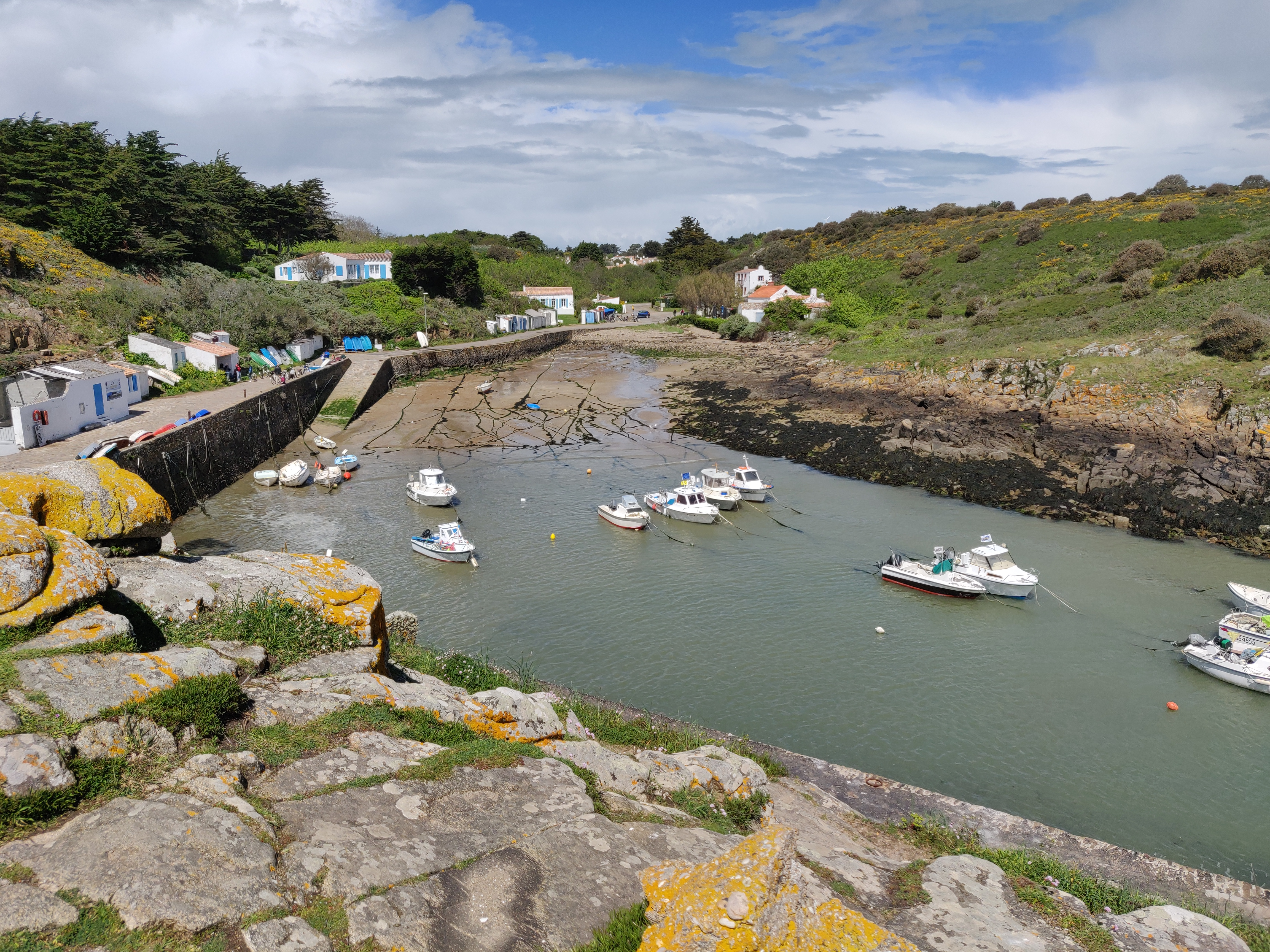
Le port de La Meule
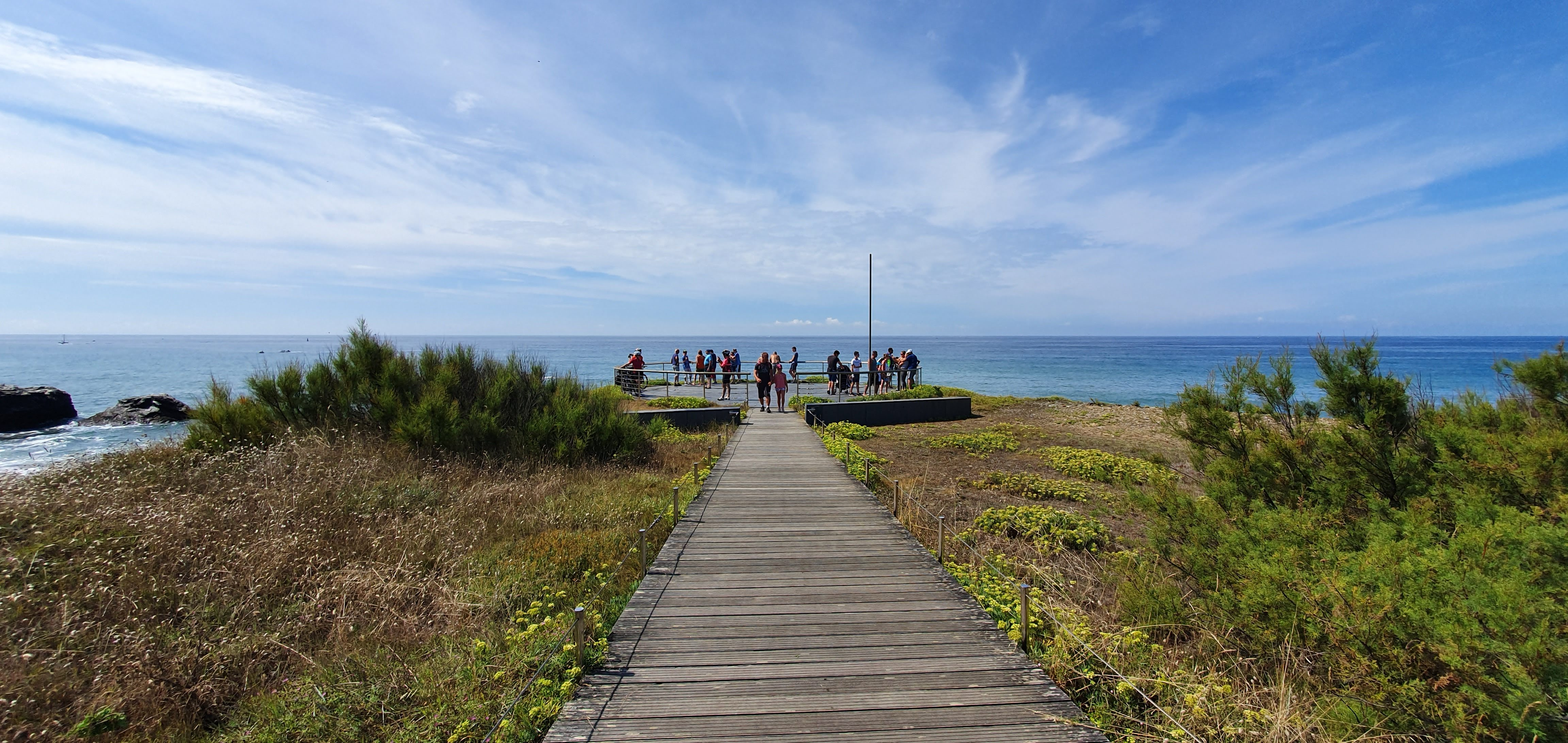
Le belvédère Arrondeau
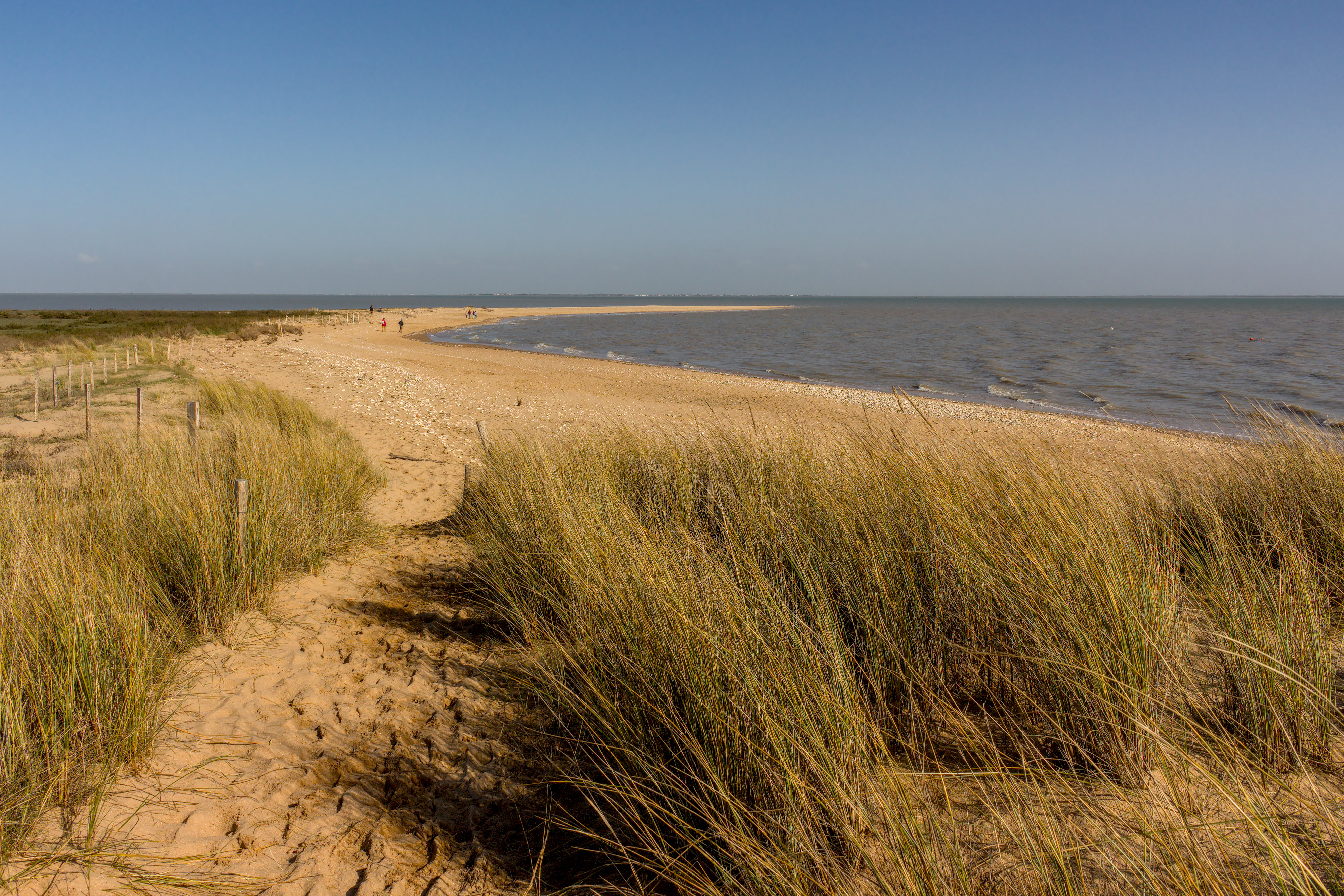
La pointe de l'Aiguillon à l'extrême sud du littoral vendéen
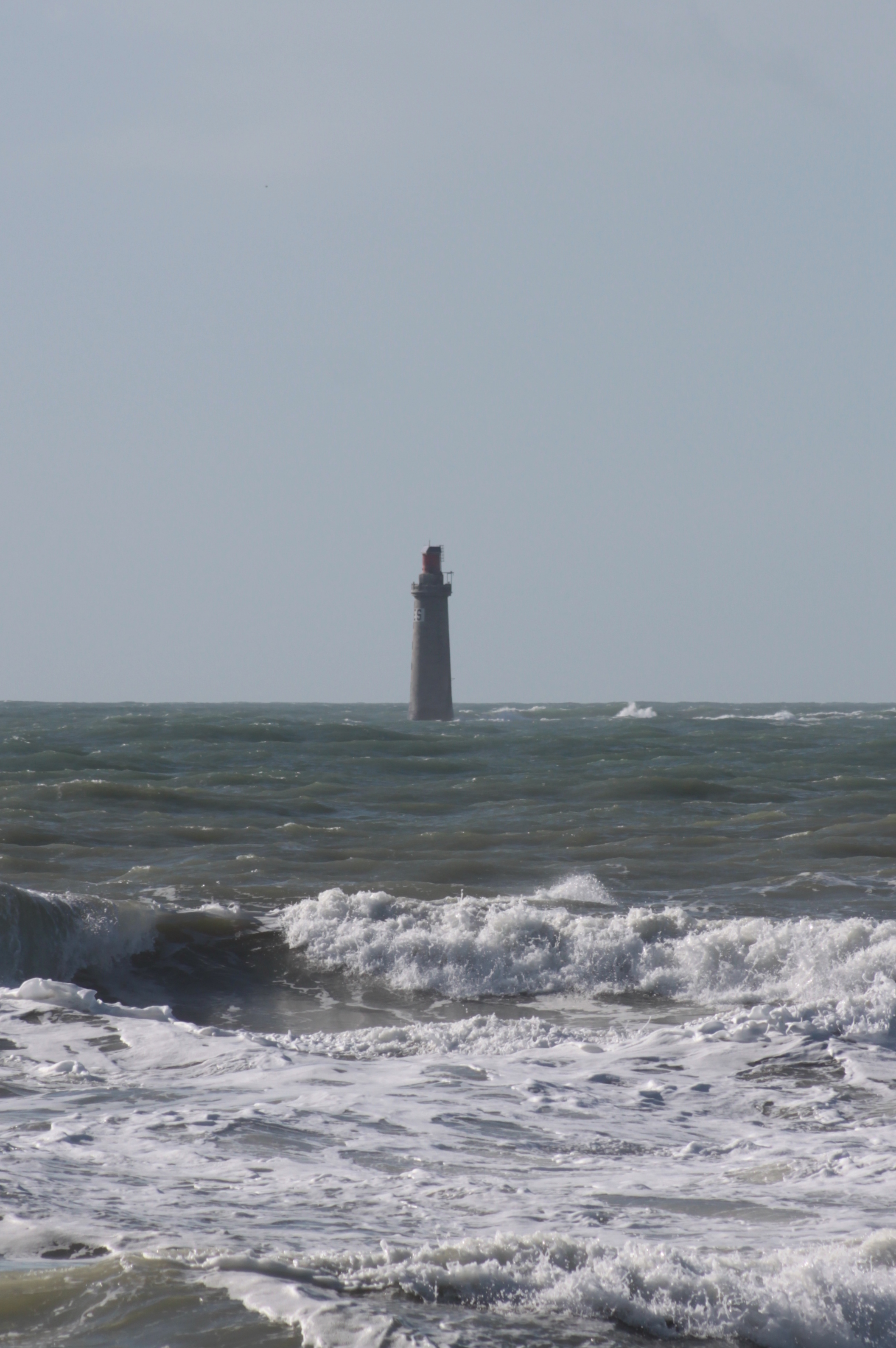
Le phare des Barges au large des Sables-d'Olonne
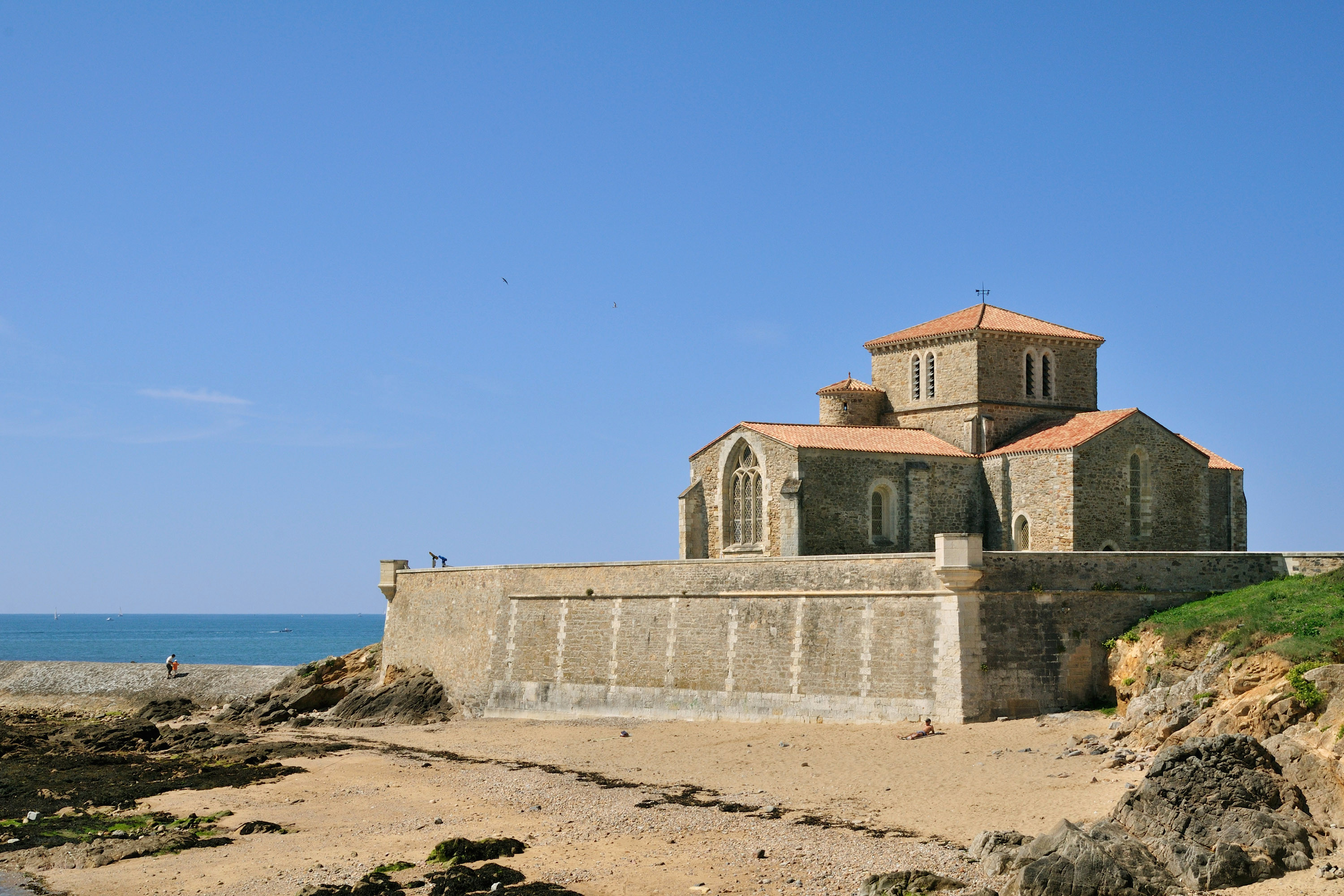
Le prieuré Saint-Nicolas

### Marais

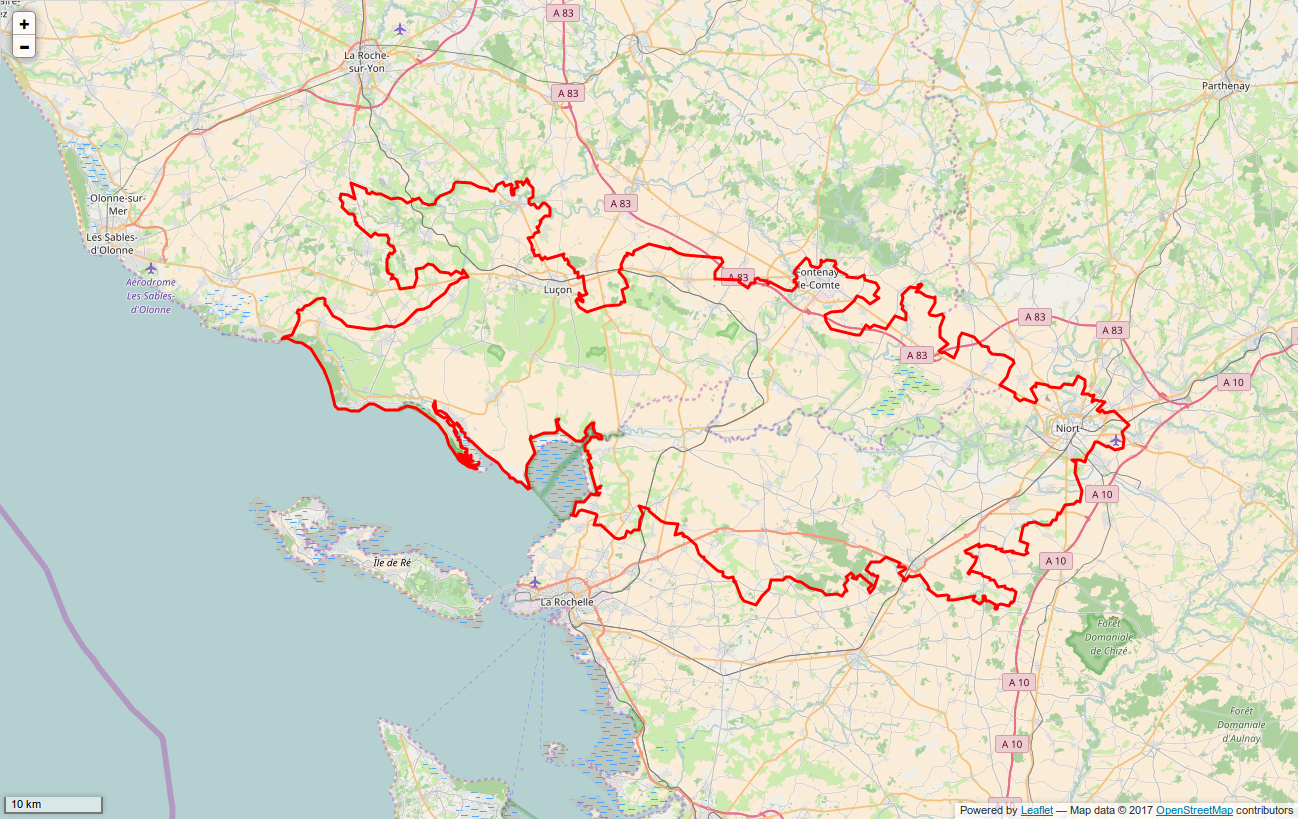
La majeure partie du marais Poitevin est située en Vendée

Il existe deux principaux marais : le Marais breton vendéen au nord-ouest, entre Challans et Beauvoir-sur-Mer, qui s'étend jusqu’à la Loire-Atlantique et le Marais poitevin au sud qui est réparti sur tout le Sud de la Vendée, le Nord de la Charente-Maritime et le Sud-Ouest des Deux-Sèvres. On peut distinguer le marais poitevin en deux types : le marais « desséché » à l'ouest et le marais « mouillé » (aussi appelé « Venise verte ») à l'est. Il est irrigué par la Sèvre Niortaise, la Vendée et l'Autise. La Vendée comporte aussi des marais de plus petite taille tels que le marais d'Olonne.
Jusqu'au milieu Moyen Âge, ces marais n'existaient pas et à la place se trouvaient des golfes et des baies comportant de nombreuses îles, à l'instar de ce qu'est aujourd'hui le golfe du Morbihan, en Bretagne. Ainsi, Bouin, actuellement dans le Marais breton-vendéen, se trouvait sur une île du golfe de Machecoul, l'île de Bouin, lorsqu'elle fut pillée par les Vikings en 813. La Chaume était située sur l'île Vertime, avant que l'assèchement des marais d'Olonne ne rattache ce territoire au continent. Le golfe du marais poitevin au sud comptait des dizaines d'îles et d'îlots dont l'île de la Dive à Saint-Michel-en-l'Herm, rattachée au continent seulement au XIXe siècle reste une trace. Ces marais s'asséchèrent lentement au fil des siècles, à la fois naturellement par l'ensablement et sous l'action des moines qui cherchaient de nouvelles terres cultivables.

#### Le marais d'Olonne

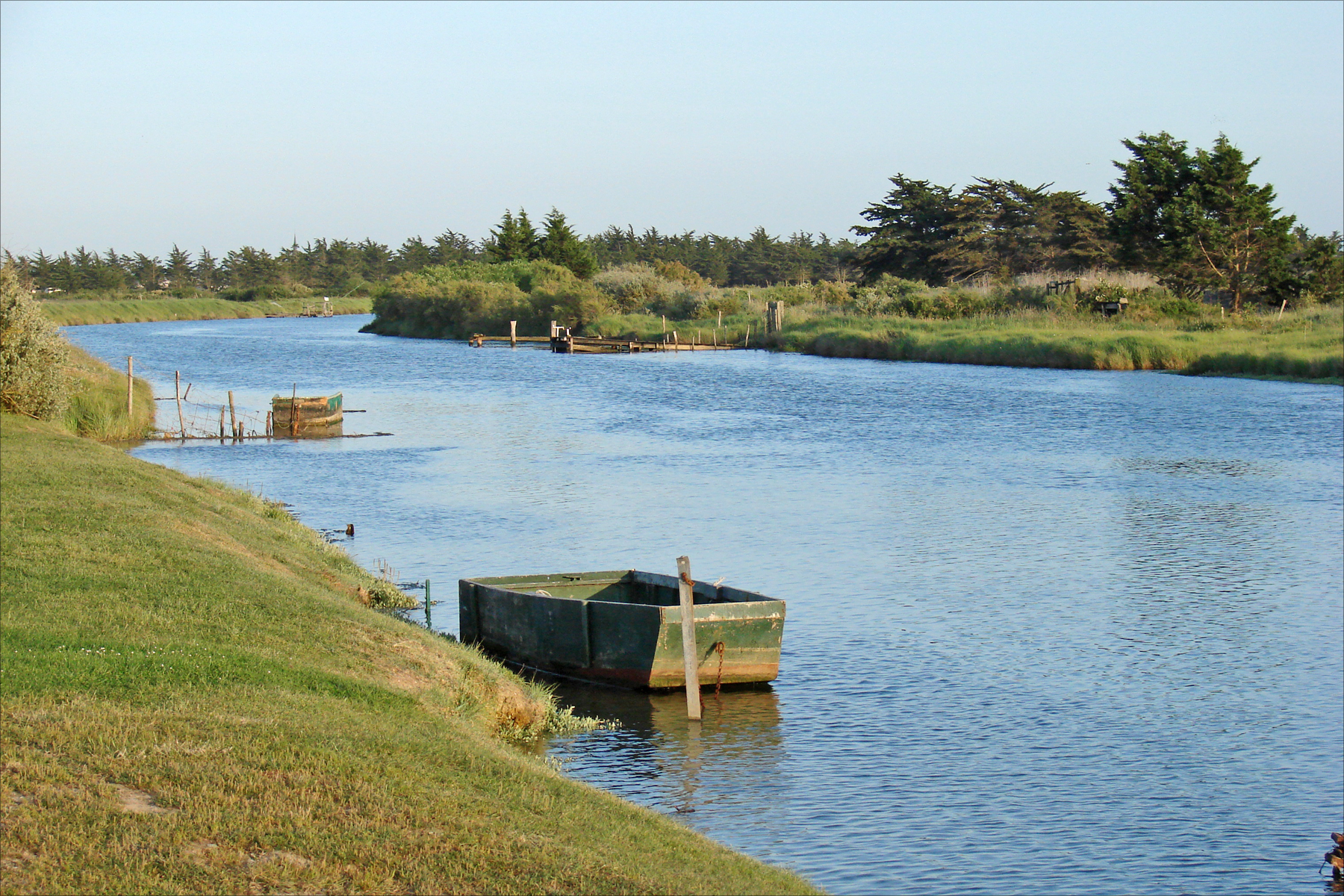
Le marais d'Olonne.
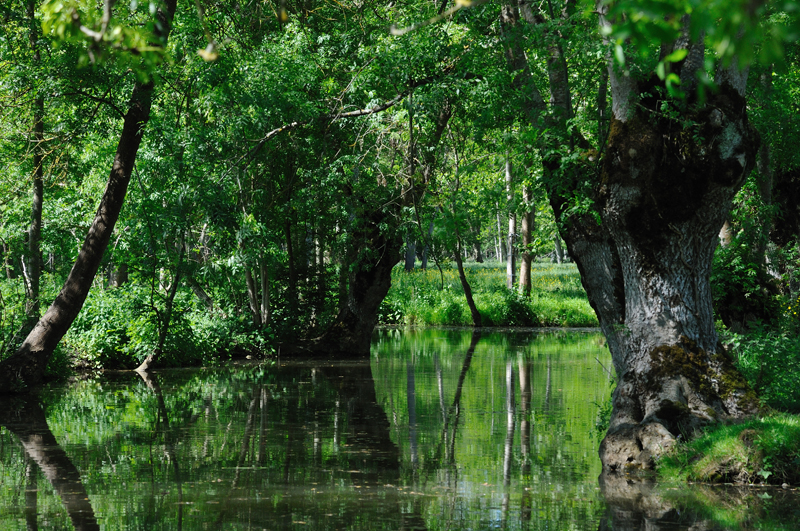
Le Marais poitevin.
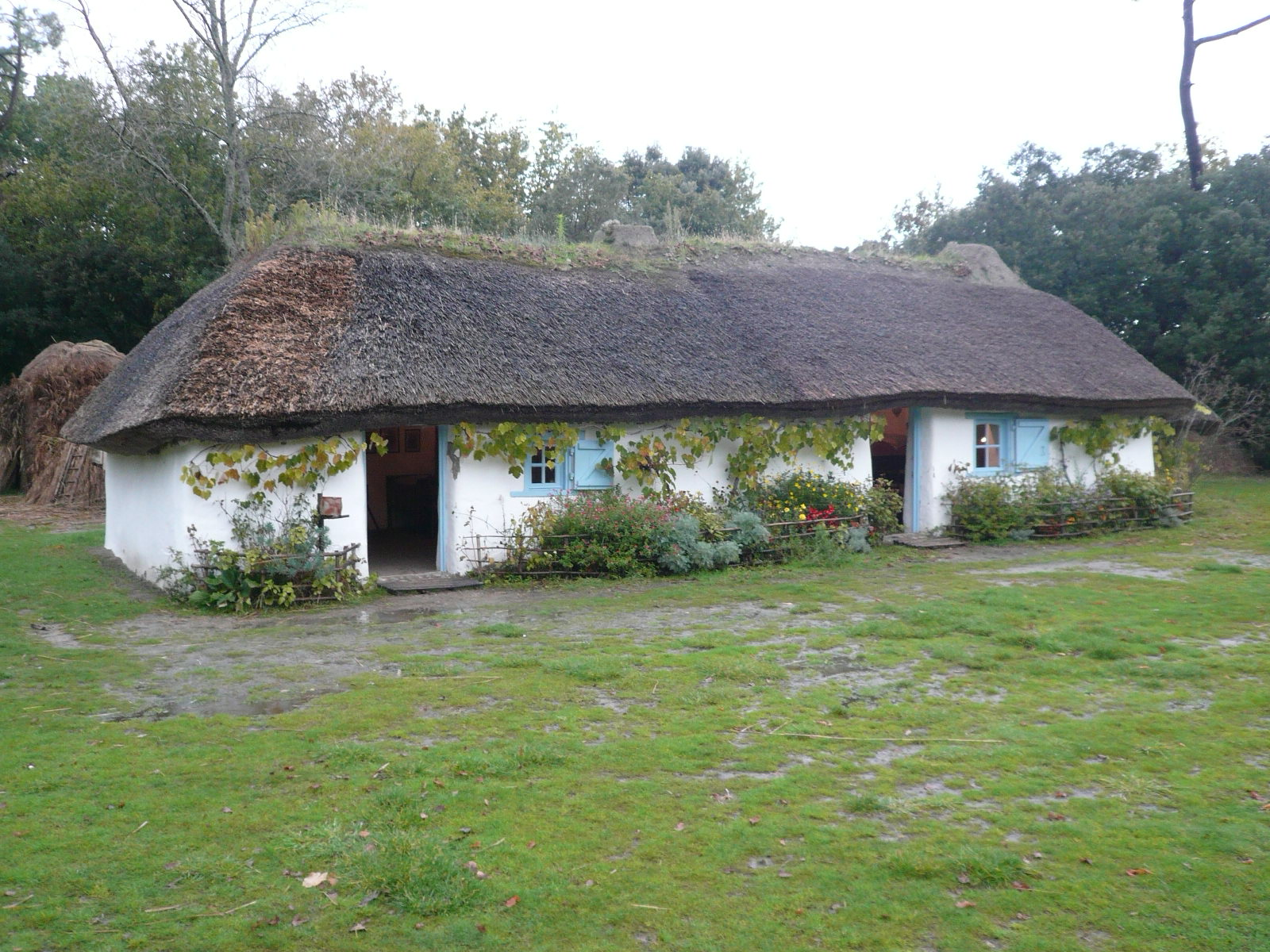
La bourrine, maison traditionnelle du Marais breton-vendéen
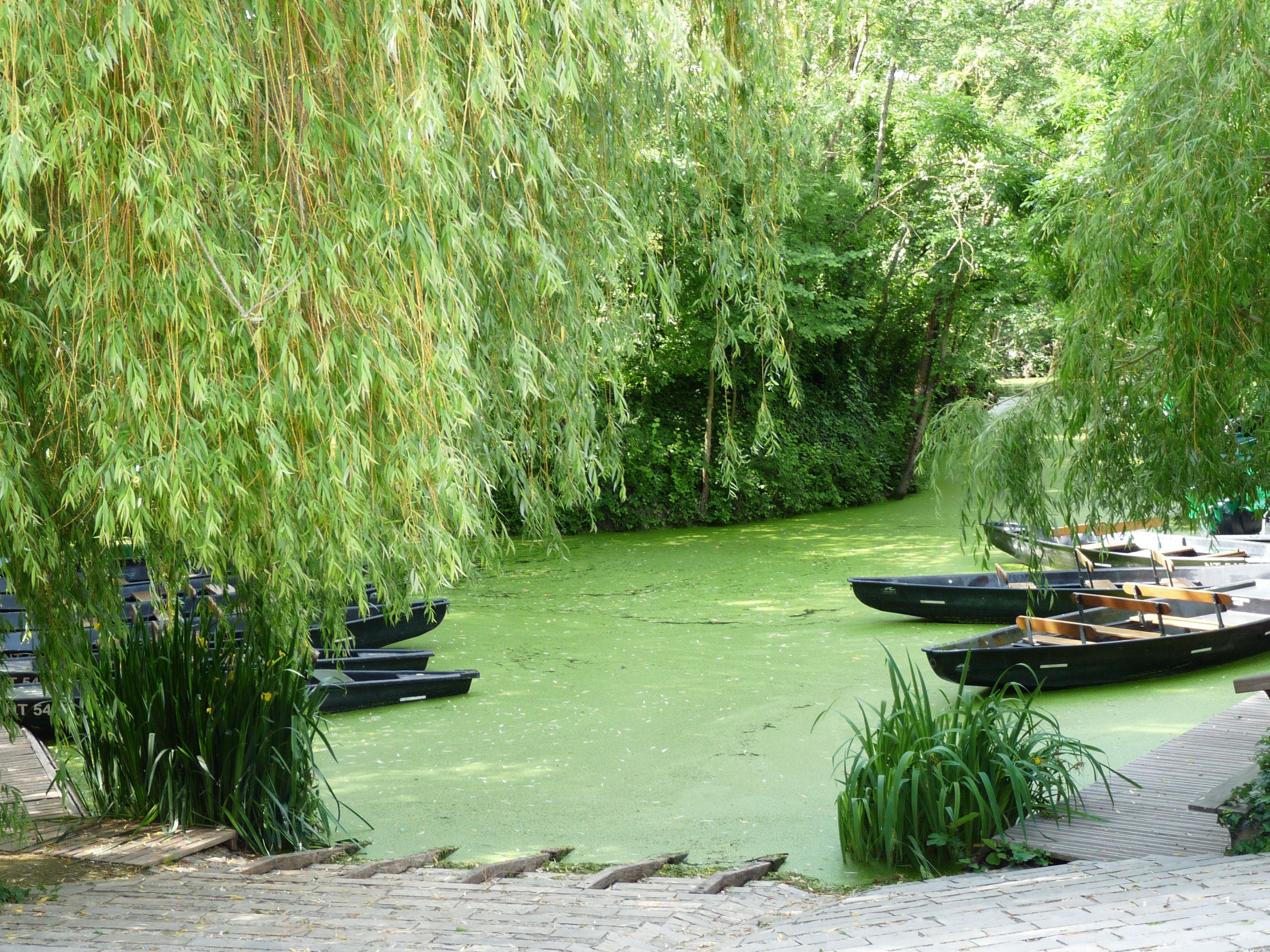
Le port de Maillezais

### Plaine
Au nord du Marais poitevin, entre ce dernier et les contreforts sud du plateau armoricain se trouve la grande Plaine vendéenne. Cet ancienne plaine sédimentaire calcaire sous marine, remarquable par sa succession monotone de champs céréaliers, s'étire depuis le sud est du département jusqu'au niveau de la pointe du Payré à l'ouest. Jusqu'au Moyen Âge, au temps ou le Marais poitevin n'avait pas encore été asséché et où, à la place s'étendait le golfe des Pictons (jusqu'à hauteur de Niort à l'intérieur des terres), la plaine vendéenne constituait un littoral. Ainsi, plusieurs villes situés sur ce territoire tels que Luçon ou Curzon furent des ports à des époques antérieures. La plaine a longtemps constitué le principal axe de circulation en Bas-Poitou du fait de sa topographie plane et de sa proximité avec les grandes villes Aquitano-Poitevines (Niort, La Rochelle), si bien qu'elle fût longtemps la région la plus urbanisée de la Vendée (Fontenay-le-Comte, Luçon). La région compte aussi des vignes des fiefs vendéens notamment la Pissote au nord de Fontenay-le-Comte et le Mareuil autour de Mareuil-sur-Lay-Dissais.

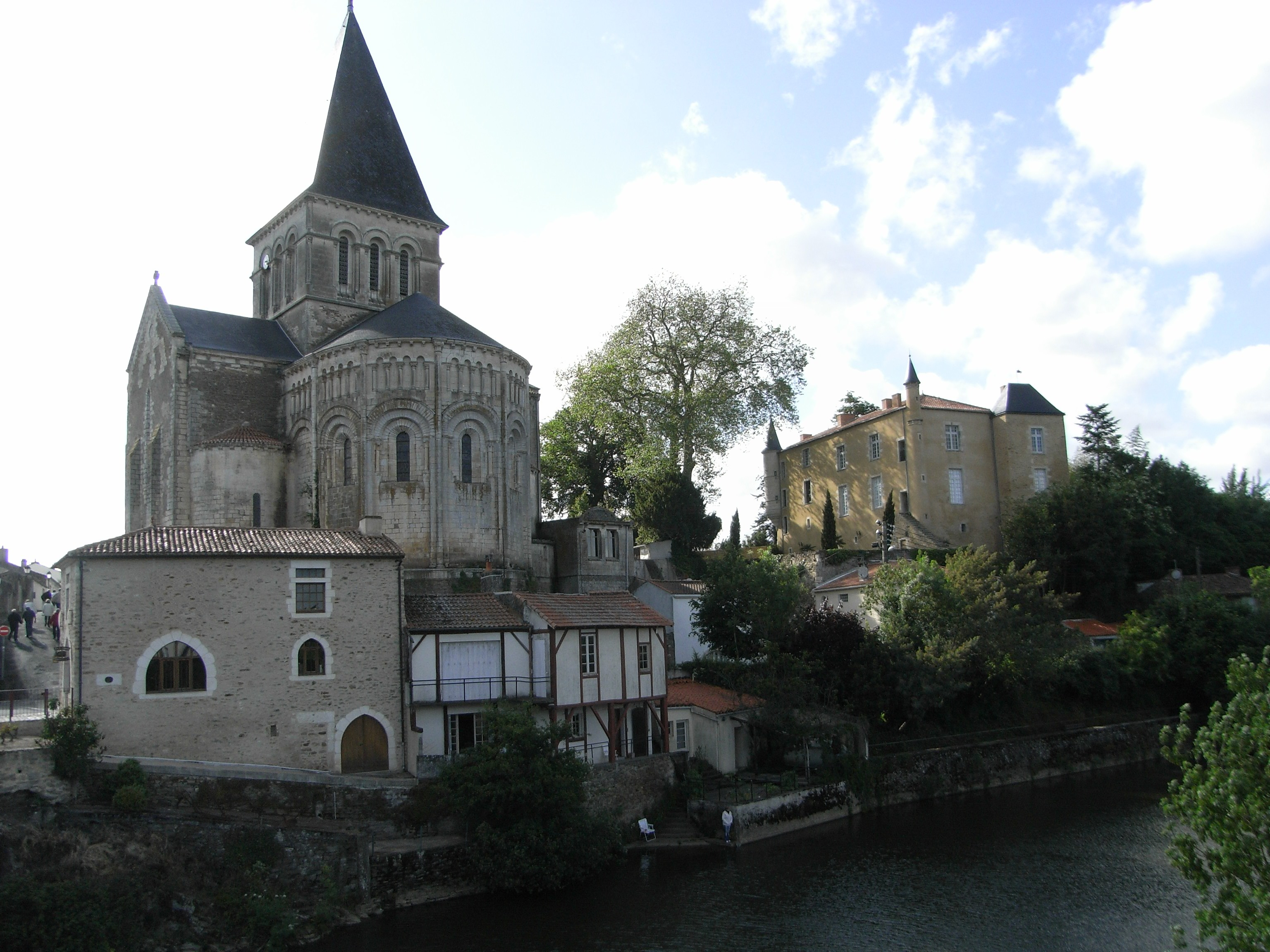
Le Lay à Mareuil-sur-Lay
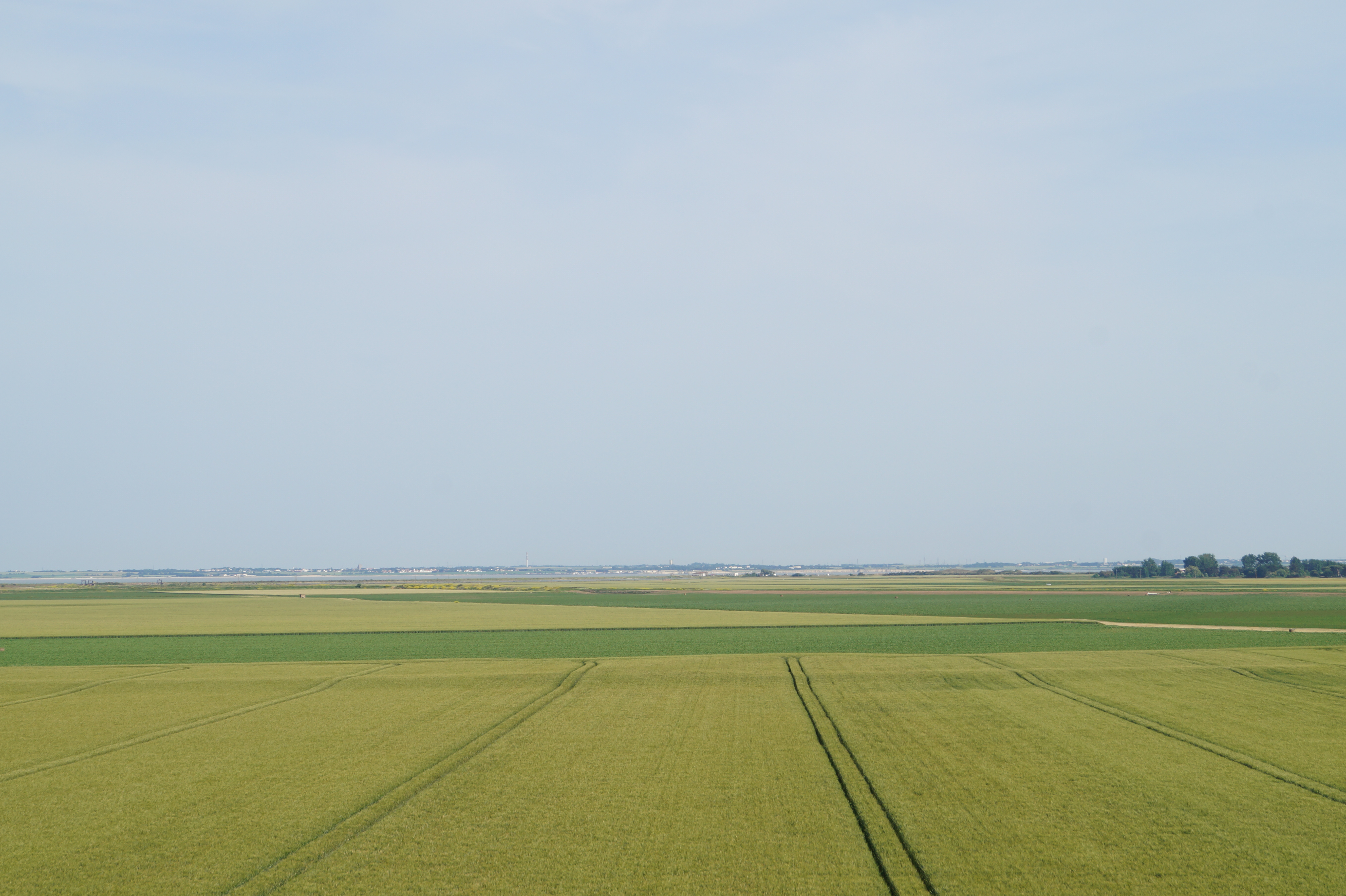
Champs ouverts dans le Sud-Vendée
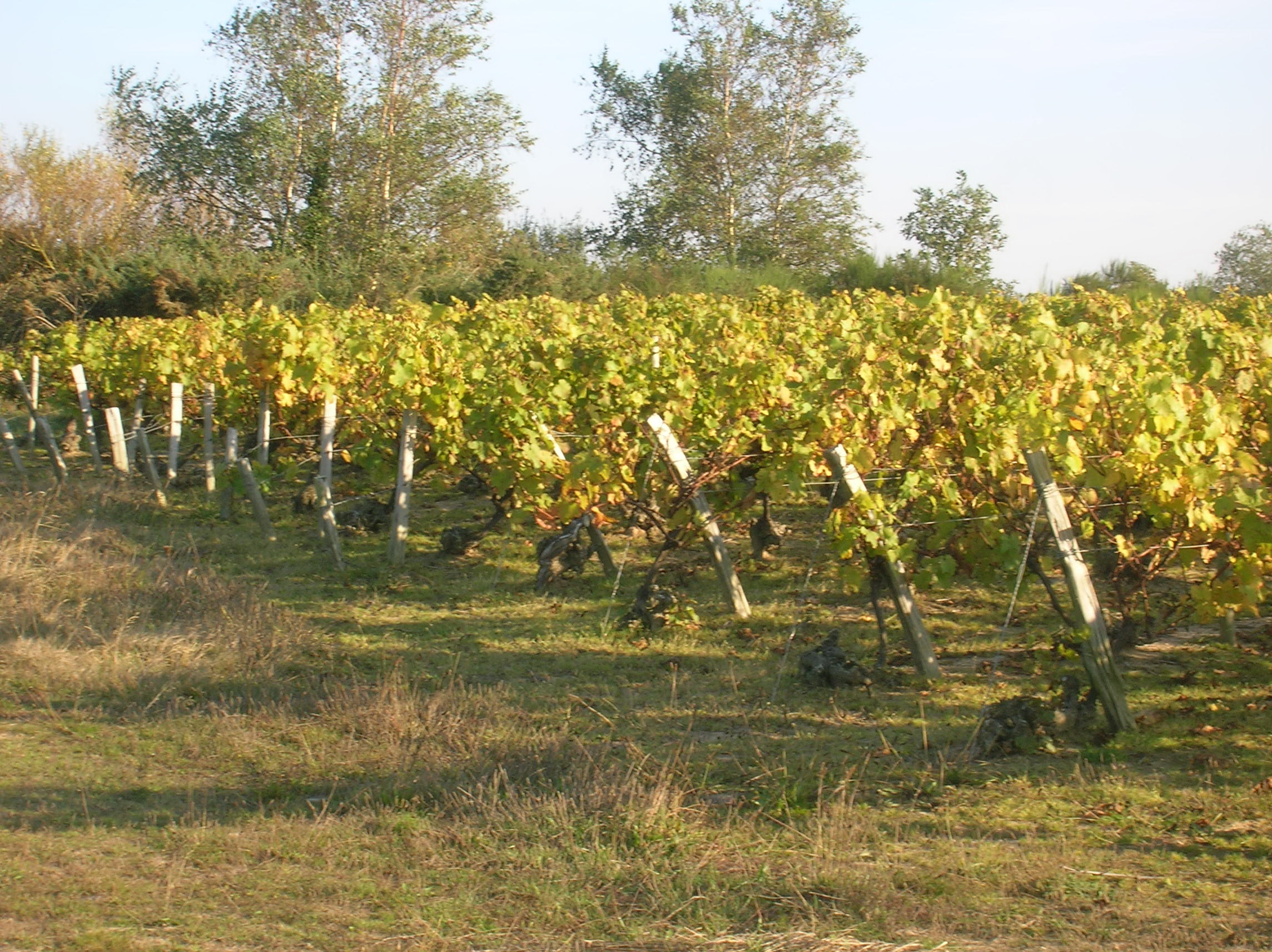
Vignobles en Vendée
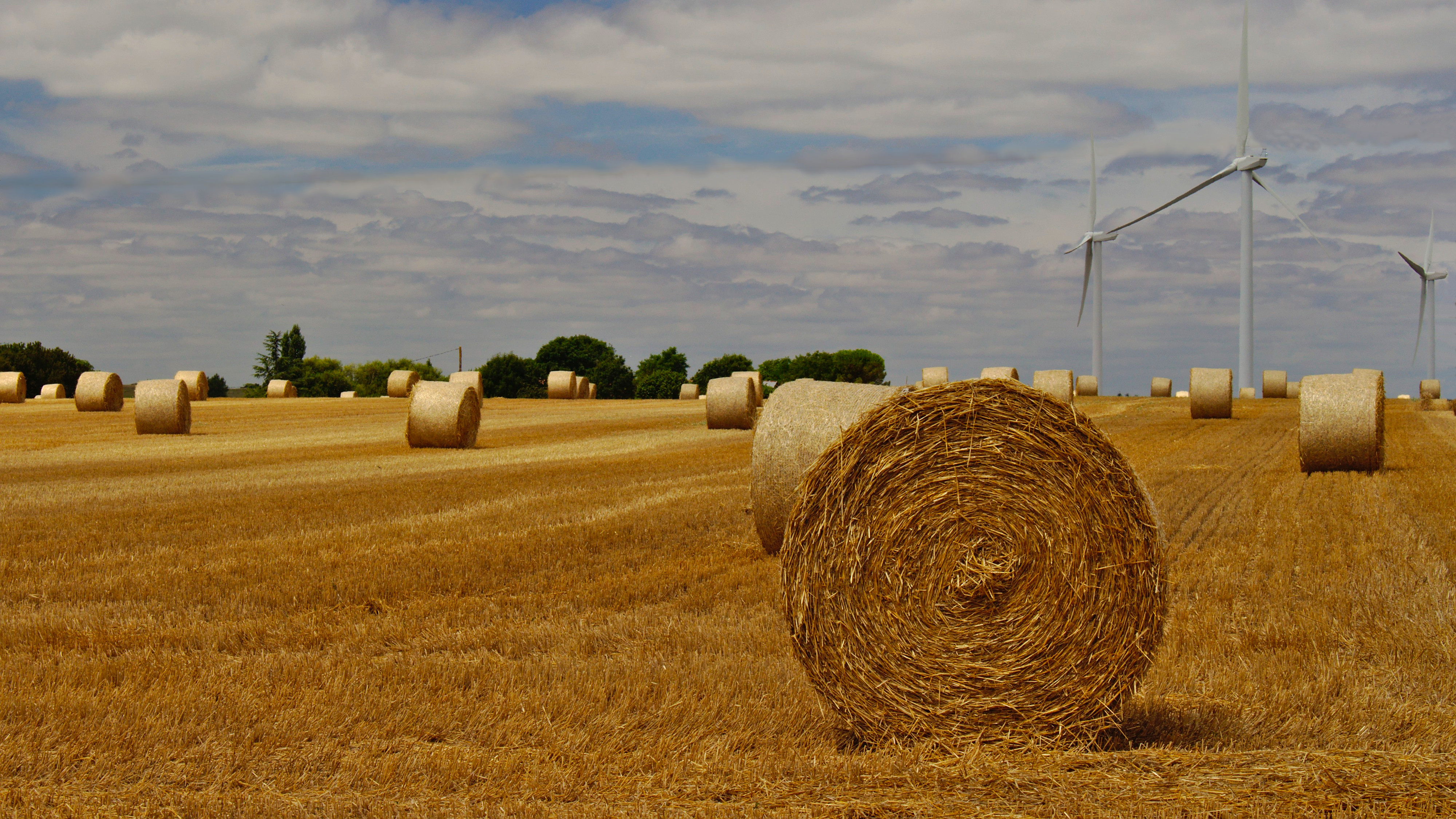
Champs de blé dans la Plaine
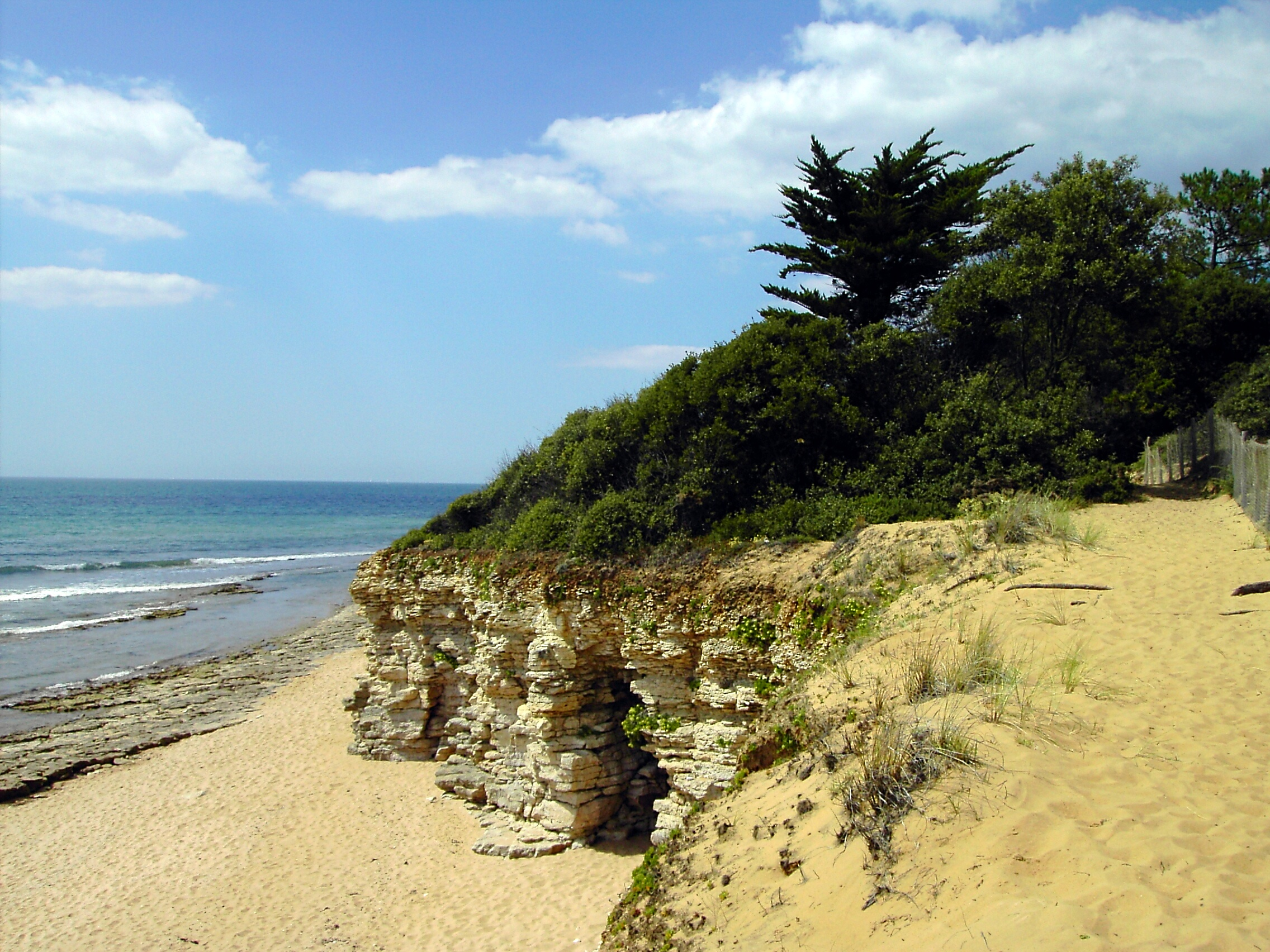
Contact entre la plaine calcaire et l'Océan à Jard-sur-Mer

### Bocage
Le Bocage vendéen occupe la majeure partie du territoire. Situé sur la terminaison méridionale du Massif armoricain, le Bocage vendéen forme une sylvoécorégion qui dépasse les frontières départementales et s'étend au nord jusqu'à la Loire, et à l'est, jusqu'à hauteur du Thouet et du Layon. Comme l'ensemble des bocages armoricains, ce type de paysage est une création humaine datant essentiellement du Moyen Âge pour cultiver et mettre en valeur ces terres vallonnées de l'ouest de la France, qui étaient jusqu'alors couvertes essentiellement de forêts et de landes. Succession de petits champs entourés de haies et de buissons, ce paysage marqué par l'habitat dispersé est surtout propice à l'élevage. Le paysage du Bocage vendéen est souvent ponctué par des croix en pierre ainsi que par des donjons (Tiffauges, Châteaumur, Pouzauges...) et des moulins à vent (Mouilleron-en-Pareds, mont des Alouettes...). On distinguera là aussi le Bas-Bocage (au centre et à l'ouest) et le Haut-Bocage (à l'est).

#### Le Bas-Bocage
Le Bas-Bocage comprend de nombreux cours d'eau régulièrement alimentés par les pluies océaniques, en particulier la Boulogne, la Vie et le Lay. Il est peu vallonné et est utilisé notamment pour l'élevage ovin et bovin et parfois pour la céréaliculture. Le bocage est ponctué par des bois et des fourrés qui comportent souvent des clairières que l'on appelle, localement, des "gaigneries" Les haies qui séparent les parcelles se composent souvent de hêtres et de chênes. Les chemins creux, entre les haies, relient les bourgs et les fermes isolées.

#### Le Haut-Bocage
Le Haut-Bocage situé dans la région des Herbiers et de Pouzauges, est un pays granitique au relief fortement vallonné, entre la Sèvre Nantaise et son affluent la Maine. On y trouve notamment les hauteurs du département, avec le mont des Alouettes (232 m), le puy Crapaud (269 m) et Saint-Michel-Mont-Mercure qui, avec ses 290 m, se révèle être le point culminant de la Vendée. Ce territoire comporte souvent des châtaigniers, les haies y sont souvent épaisses et on trouve de nombreux chaos granitiques, qualifiés de "chirons". Cependant, par endroit, les haies du bocage s'ouvrent en prairies et en landes permettant ainsi de contempler le panorama en contrebas. Les rivières, notamment la Sèvre Nantaise, y creusent des vallons relativement encaissés que les lignes ferroviaires franchissent par endroit grâce à des viaducs (viaduc de Baguenard, viaduc de Barbin, viaduc de Coutigny, viaduc de l'Angle...).

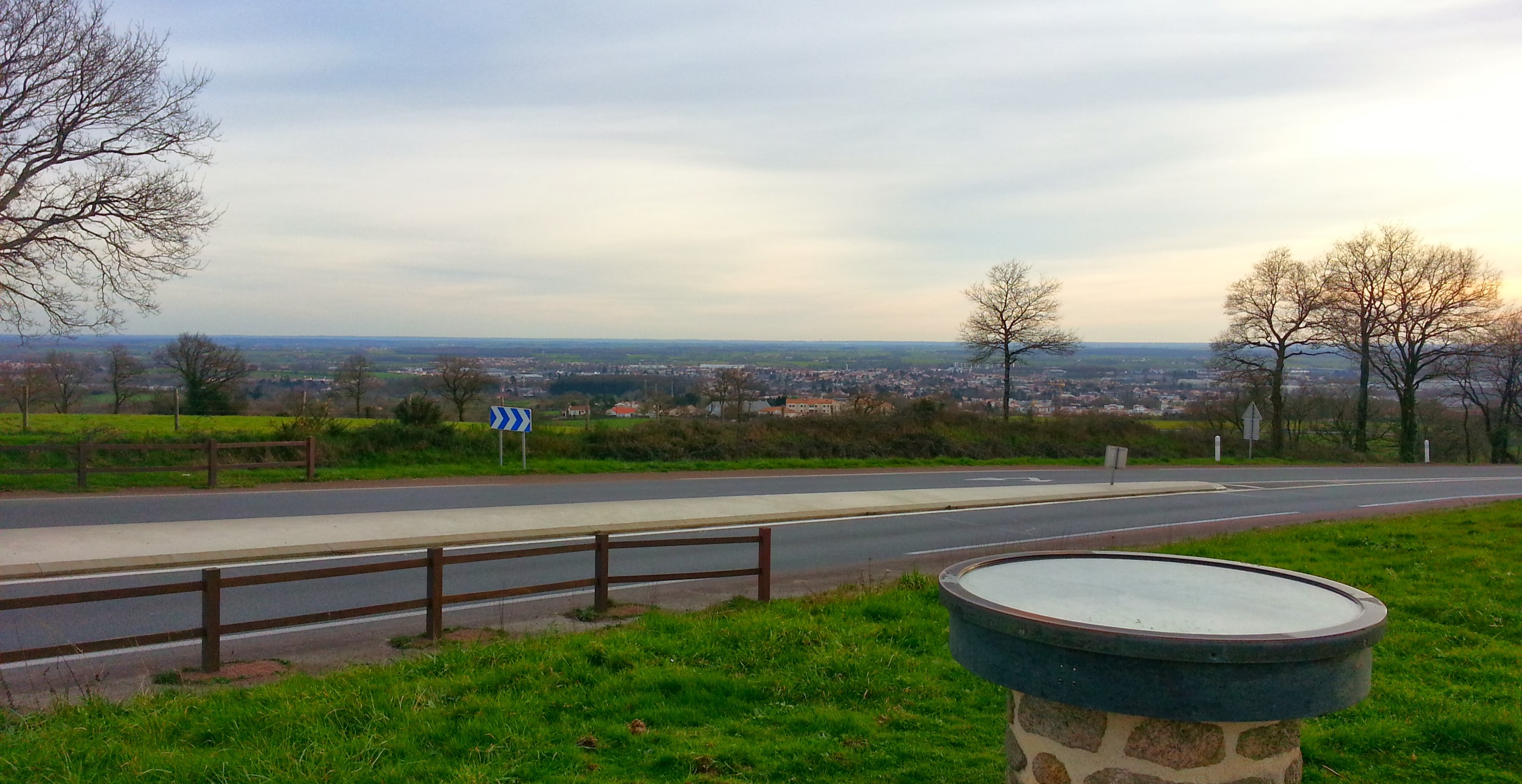
Table d'orientation au sommet du Mont des Alouettes, au cœur du bocage vendéen.
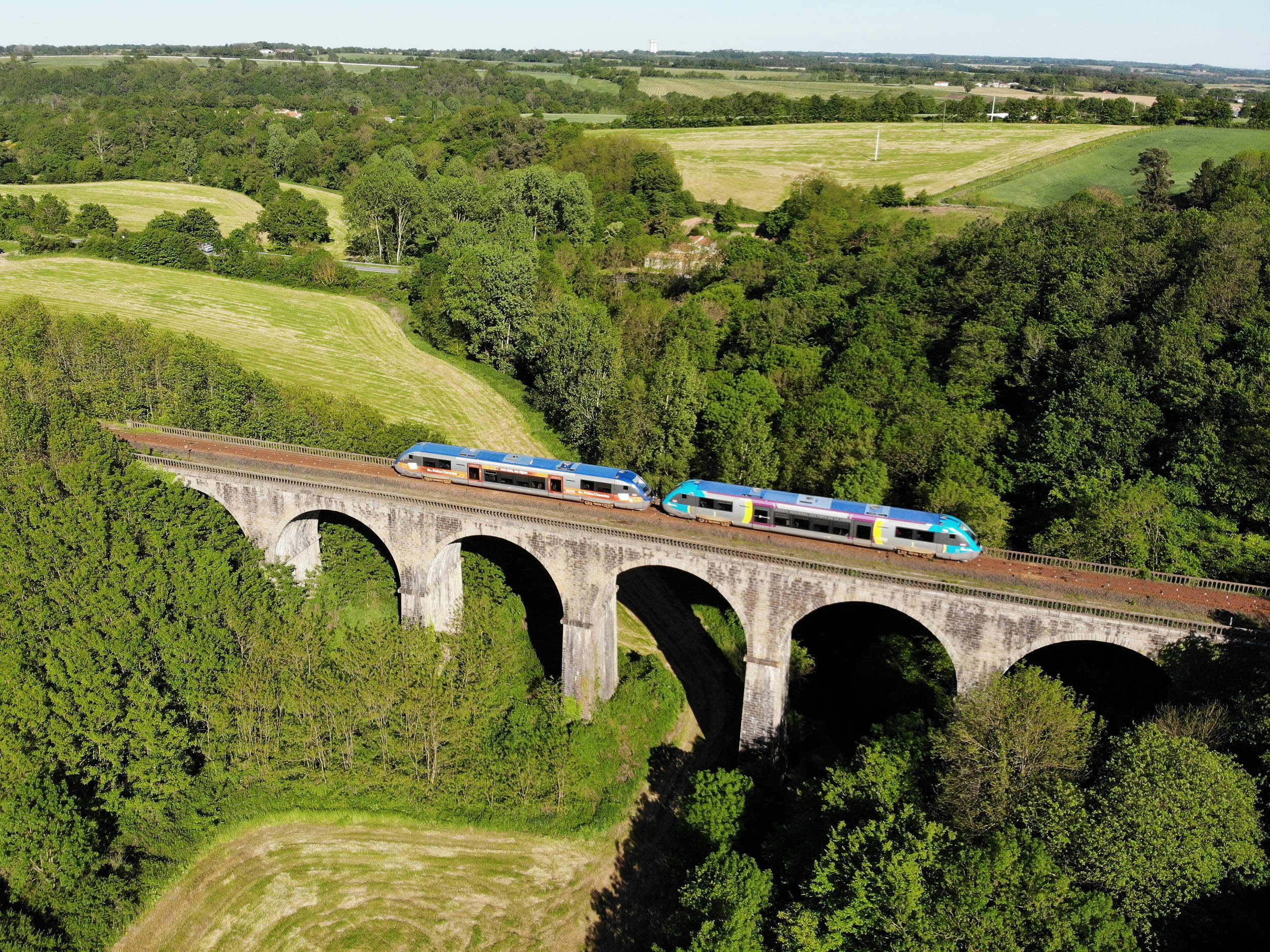
Le viaduc de l'Angle à Bournezeau
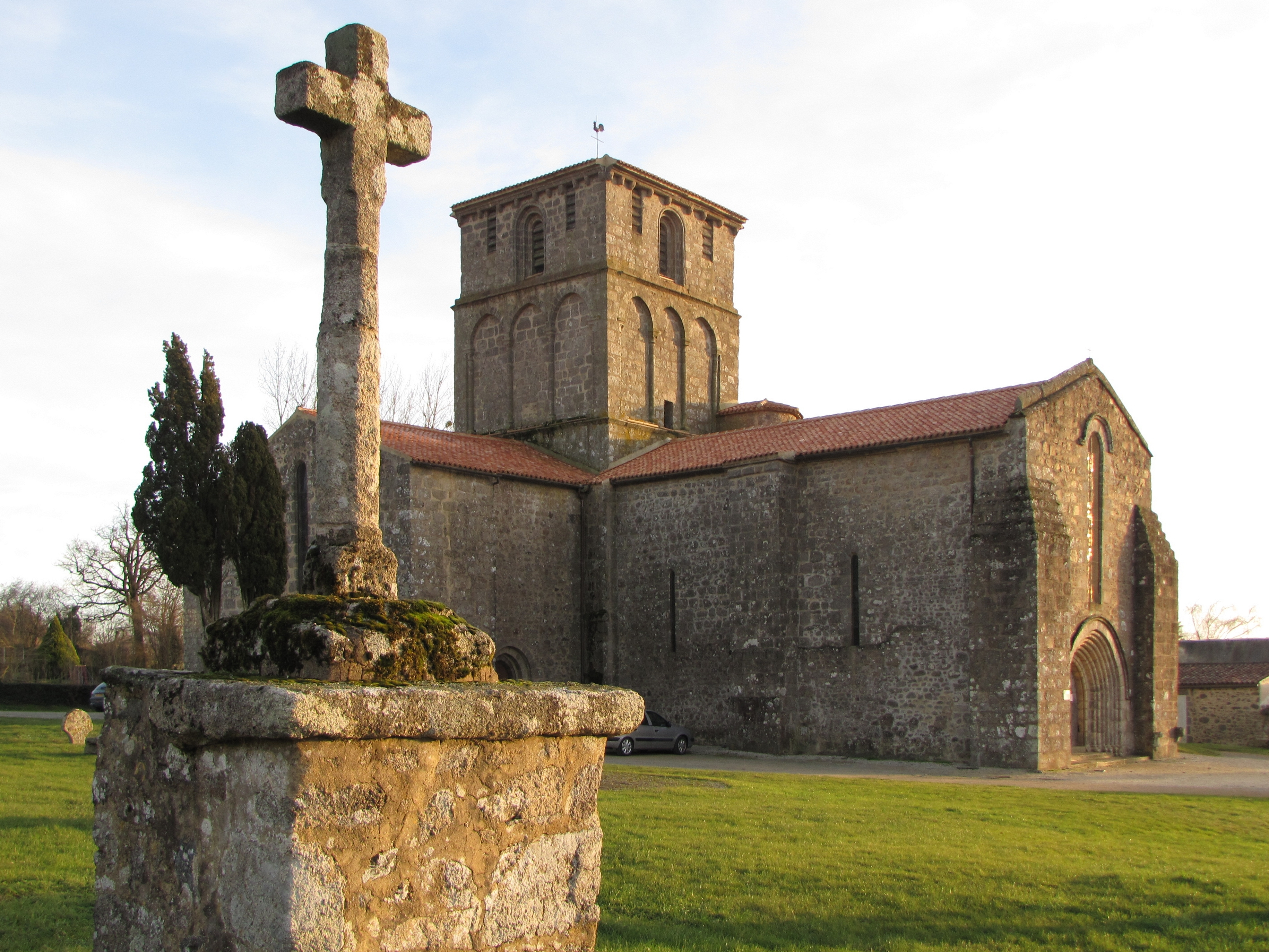
L'église du Vieux Pouzauges aux murs en granit et aux toits de tuiles canal
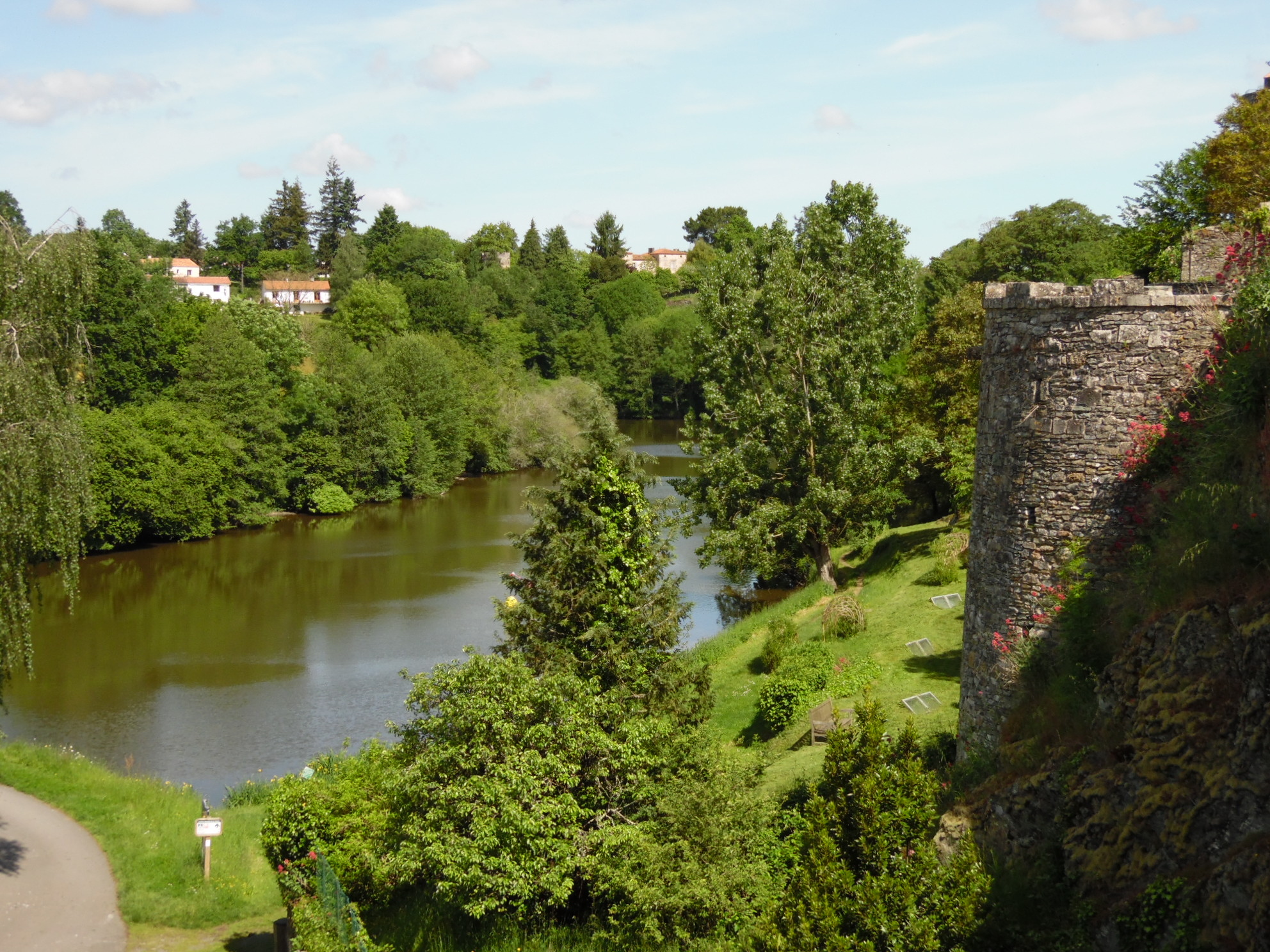
Lac dans la forêt de Mervent-Vouvant
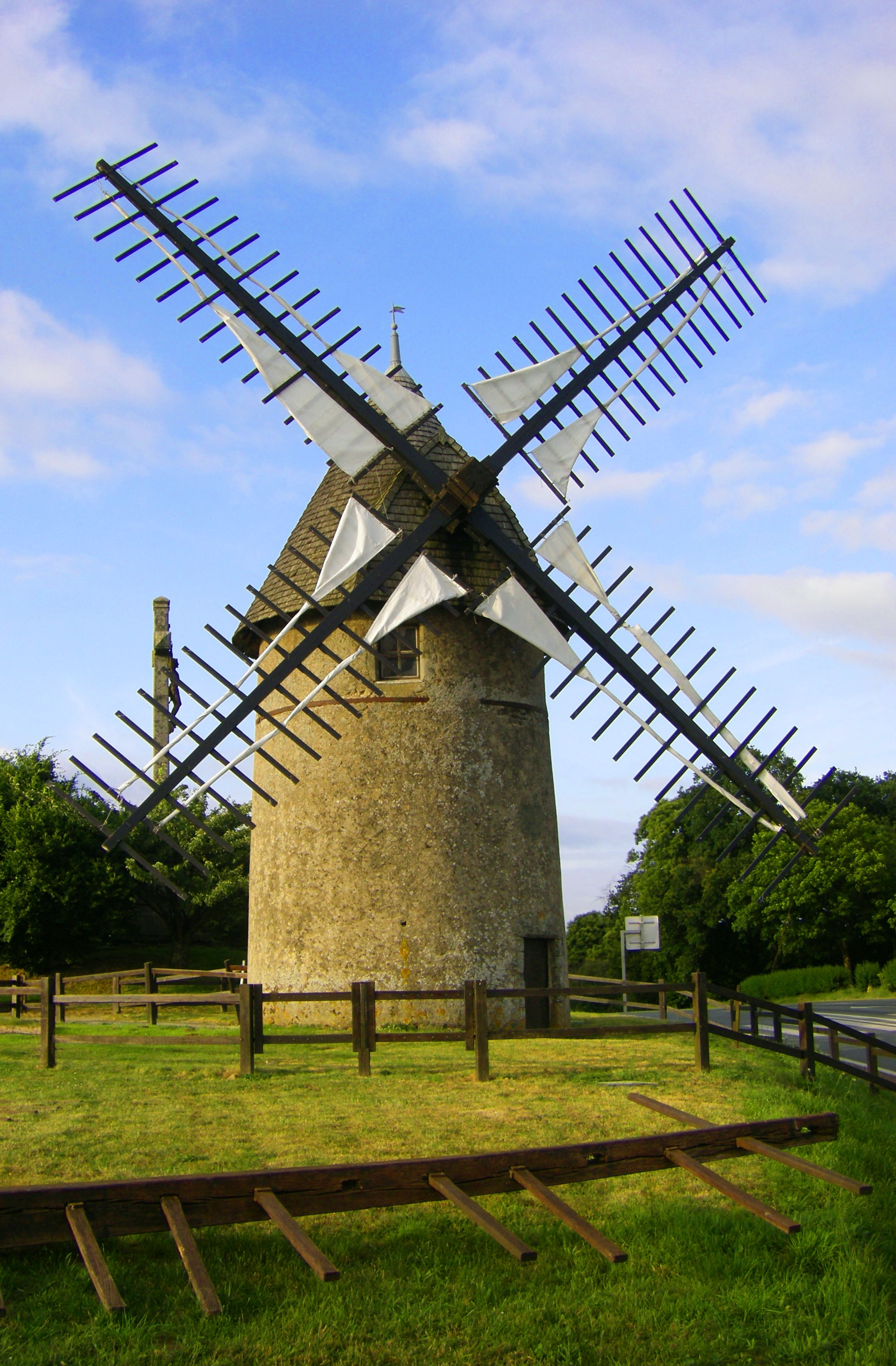
Moulin à vent dans les collines
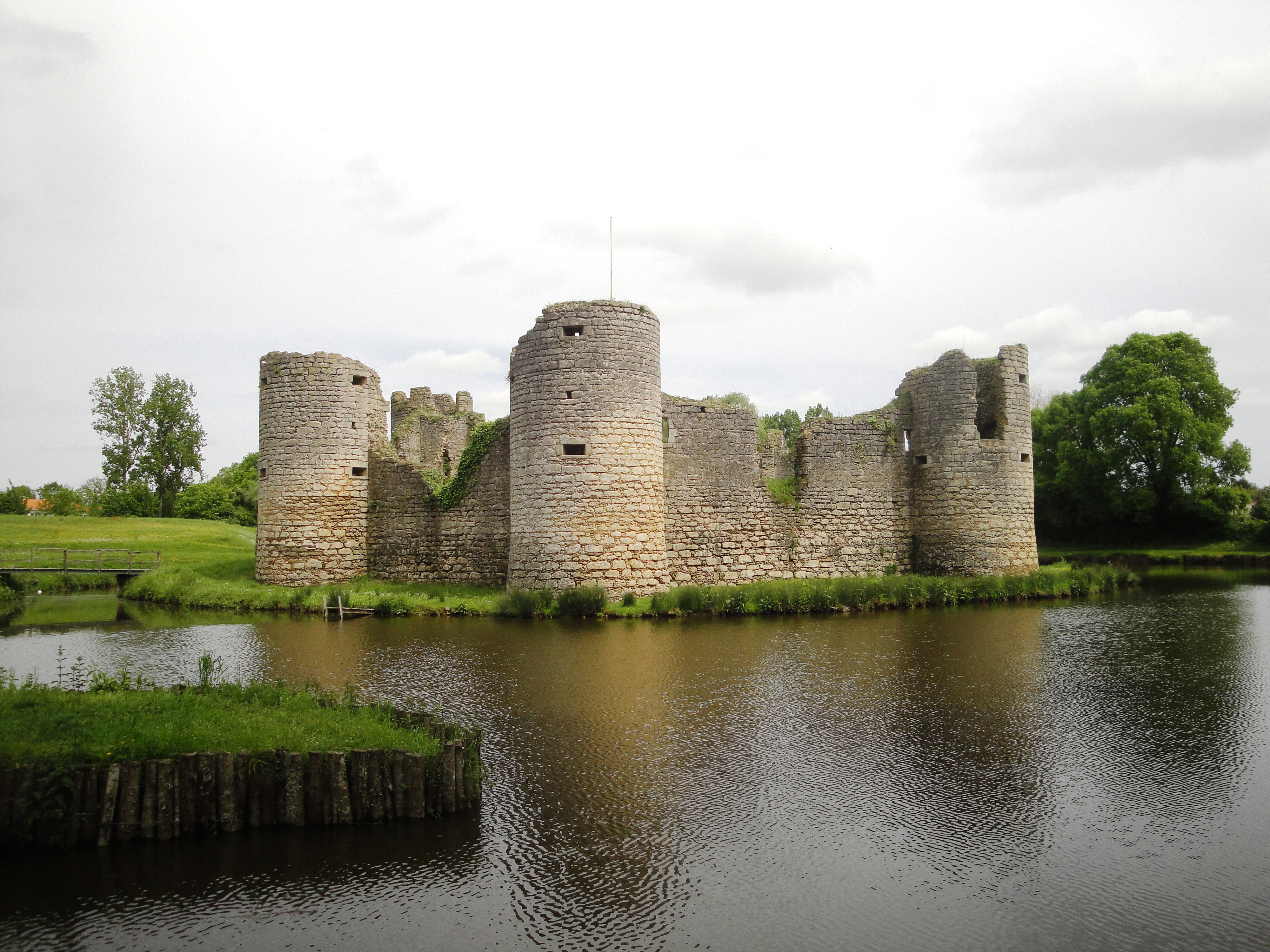
Le Château de Commequiers dans le Bas-Bocage
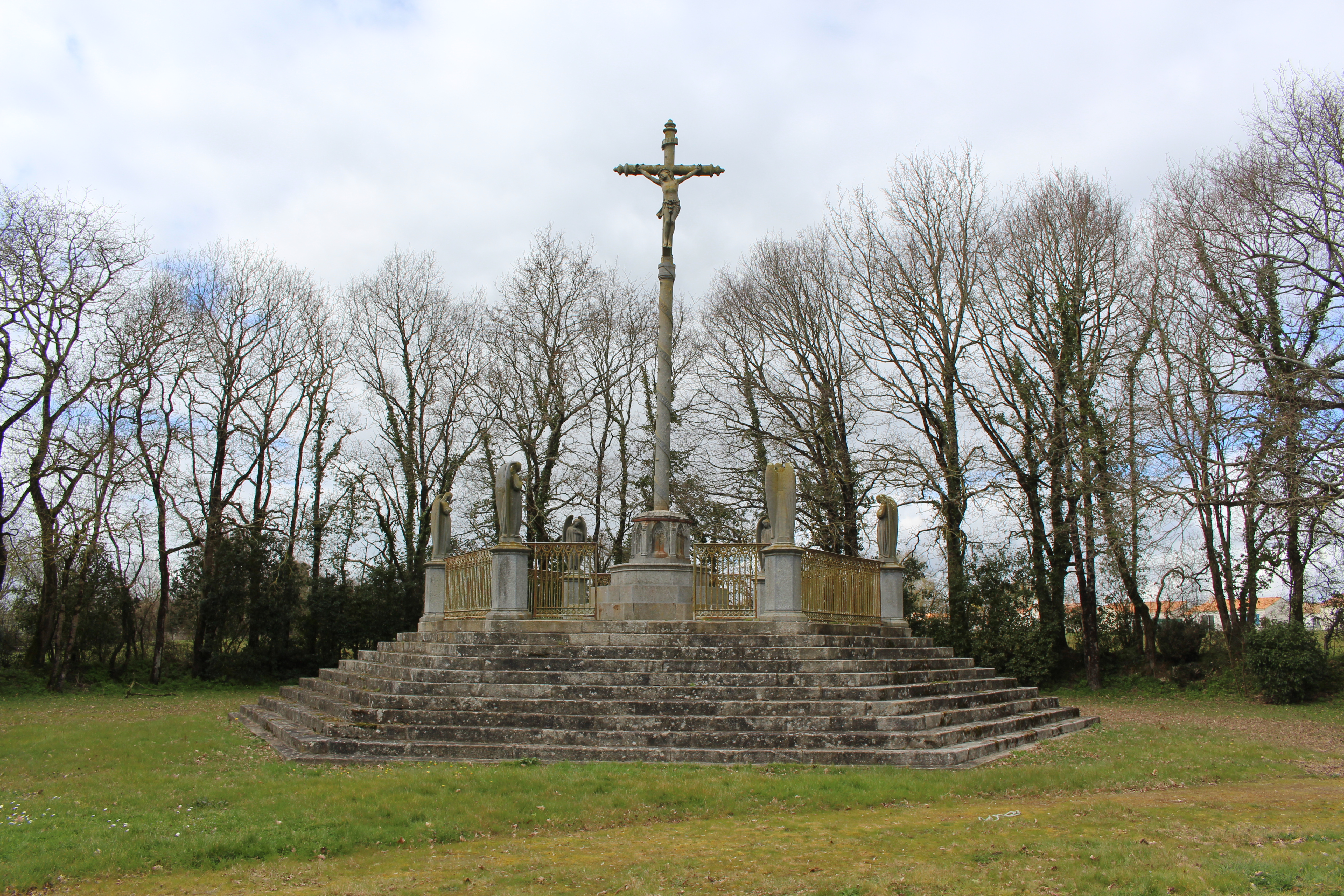
Calvaire à Saint-Christophe-du-Ligneron
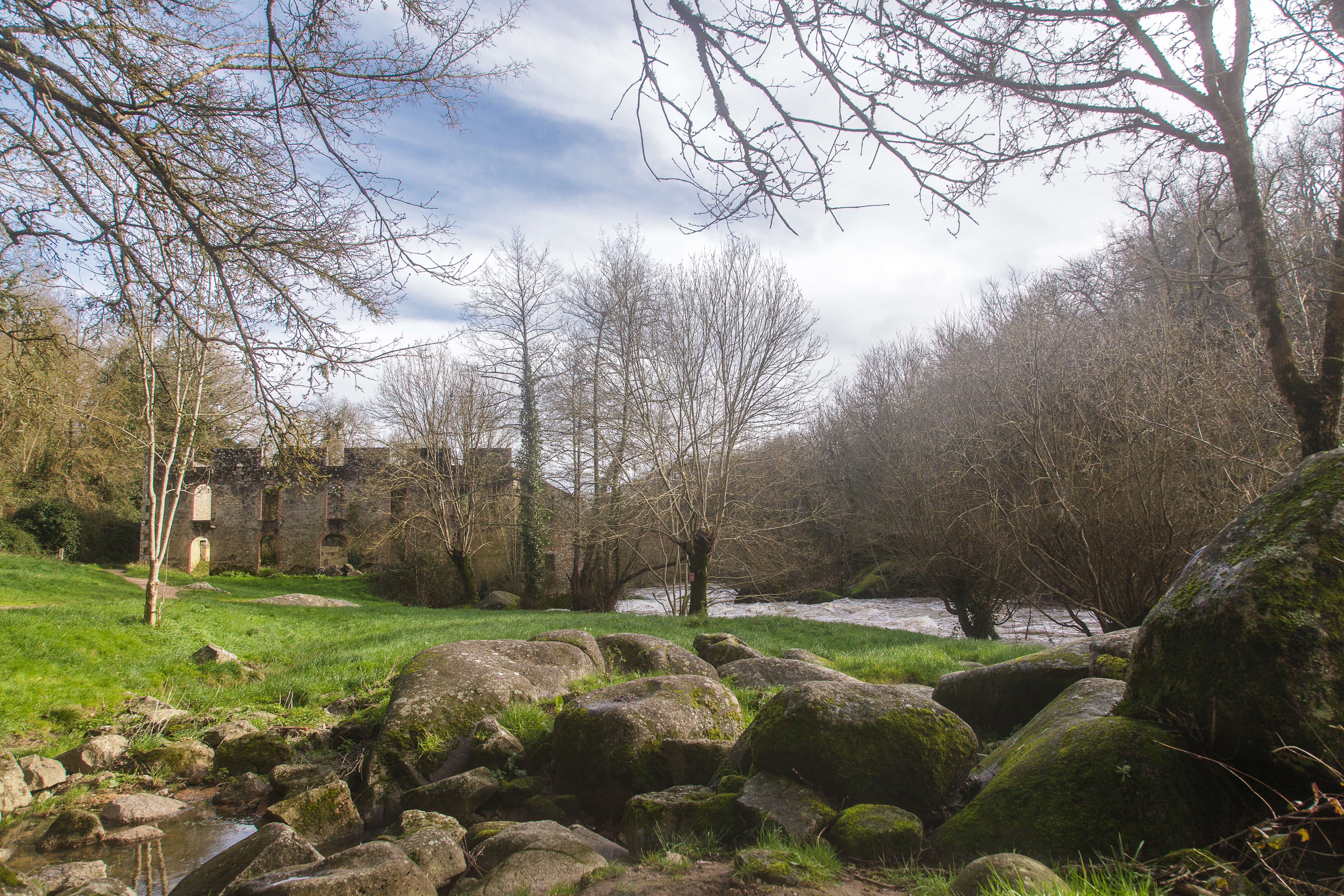
Chaos granitique dans la vallée de l'Yon
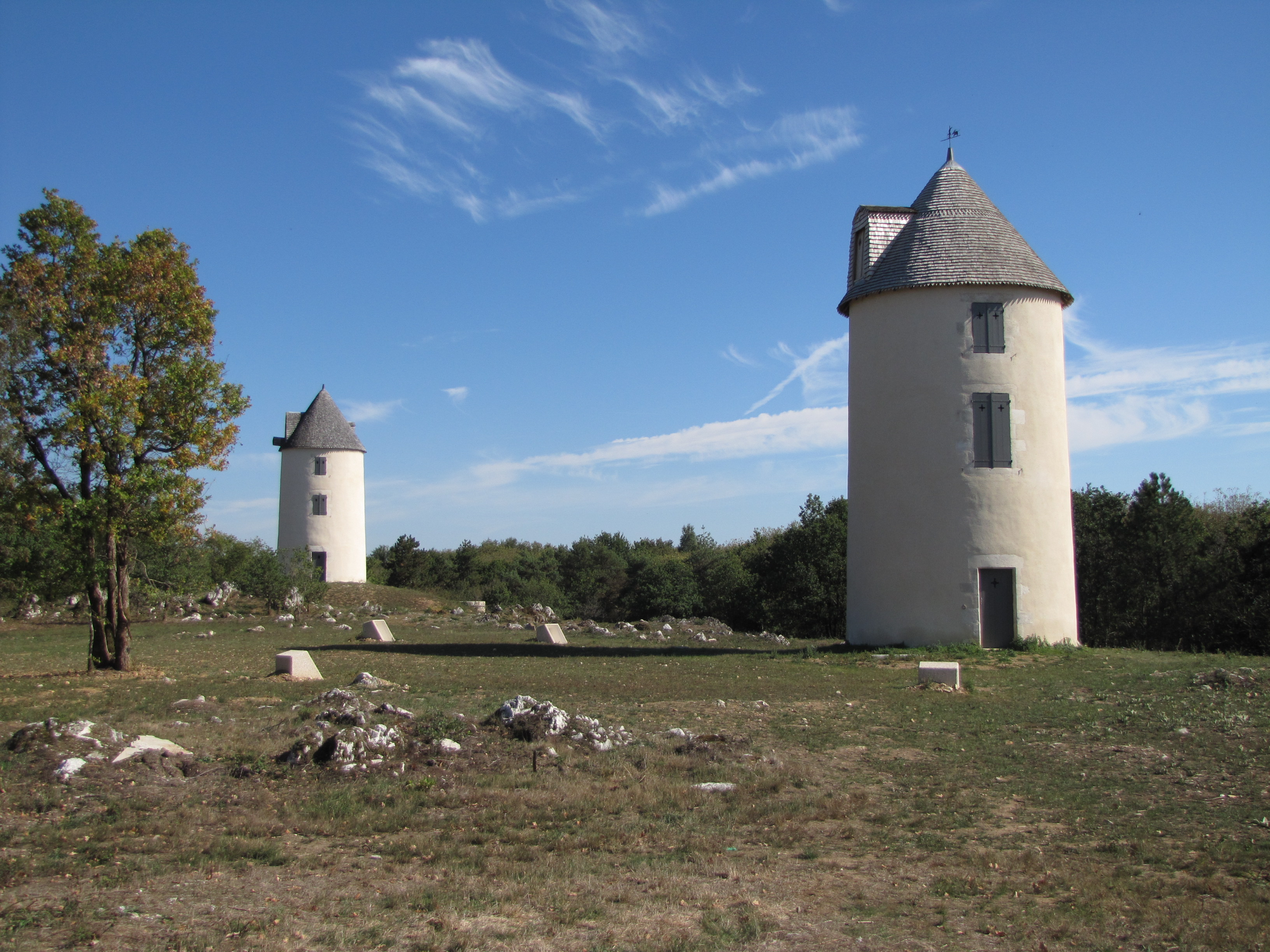
Prairie et landes à Mouilleron-en-Pareds

## Forêts
De nombreux bois parsèment le département tels que la forêt de Mervent, d'Olonne, des Pays-de-Monts, d'Aizenay, de Longeville, de Talmont ou le bois de la Chaize. Cependant, seules la forêt domaniale des Pays-de-Monts, la forêt d'Olonne (forêts littorales de pins plantés sur des dunes) et surtout la forêt de Mervent-Vouvant (à l'est, au nord de Fontenay-le-Comte) peuvent prétendre au titre de forêt.
À l'intérieur des terres, notamment sur le plateau armoricain, du fait du sol granitique, de l'humidité et parfois d'une certaine altitude, les forêts se composent souvent des châtaigniers, des chênes sessiles des hêtres de noisetiers ainsi que de tapis de fougères et de mousses. Sur le littoral, plus ensoleillé, on trouve davantage des pinèdes, des forêts de pins maritimes mais aussi de chênes verts et d'autres essences plutôt méridionales tels que les acacias, les arbousiers et les mimosas (notamment à Noirmoutier). Ces forêts jouent un rôle important dans la préservation des plages et du trait de côte puisqu'elles permettent souvent de retenir le cordon dunaire qui leur est adossé. Dans le marais poitevin, les peupliers s'alignent souvent le long des canaux.
Les forêts du département ont souvent été associées par les habitants à des lieux légendaires et selon un mythe local, la fée Mélusine aurait vécu dans la forêt de Mervent-Vouvant où elle construisit plusieurs châteaux, tandis que "l'herbe d'égaille" ferait s'égarer les promeneurs qui par mégarde marcheraient dessus. Ces espaces reculés accueillirent aussi des mystiques comme en témoigne la grotte de Saint-Philibert, évangélisateur local, dans le bois de la Chaise sur l'île de Noirmoutier, ainsi que la grotte du père de Monfort à Mervent où ce dernier vécut en ermite au début du XVIIIe siècle.
Elles furent aussi des lieux de refuge pour les villageois lors des nombreuses guerres qu'a connues la région tout au long de son histoire. Par exemple, en 1794 plusieurs milliers de personnes vécurent cachés dans la forêt de Grasla, pour fuir les armées de la Convention dans le contexte des guerres de Vendée. Dans un tout autre contexte au XXe siècle, lors de la seconde guerre mondiale, la forêt de Mervent-Vouvant constituât un important maquis en 1944.

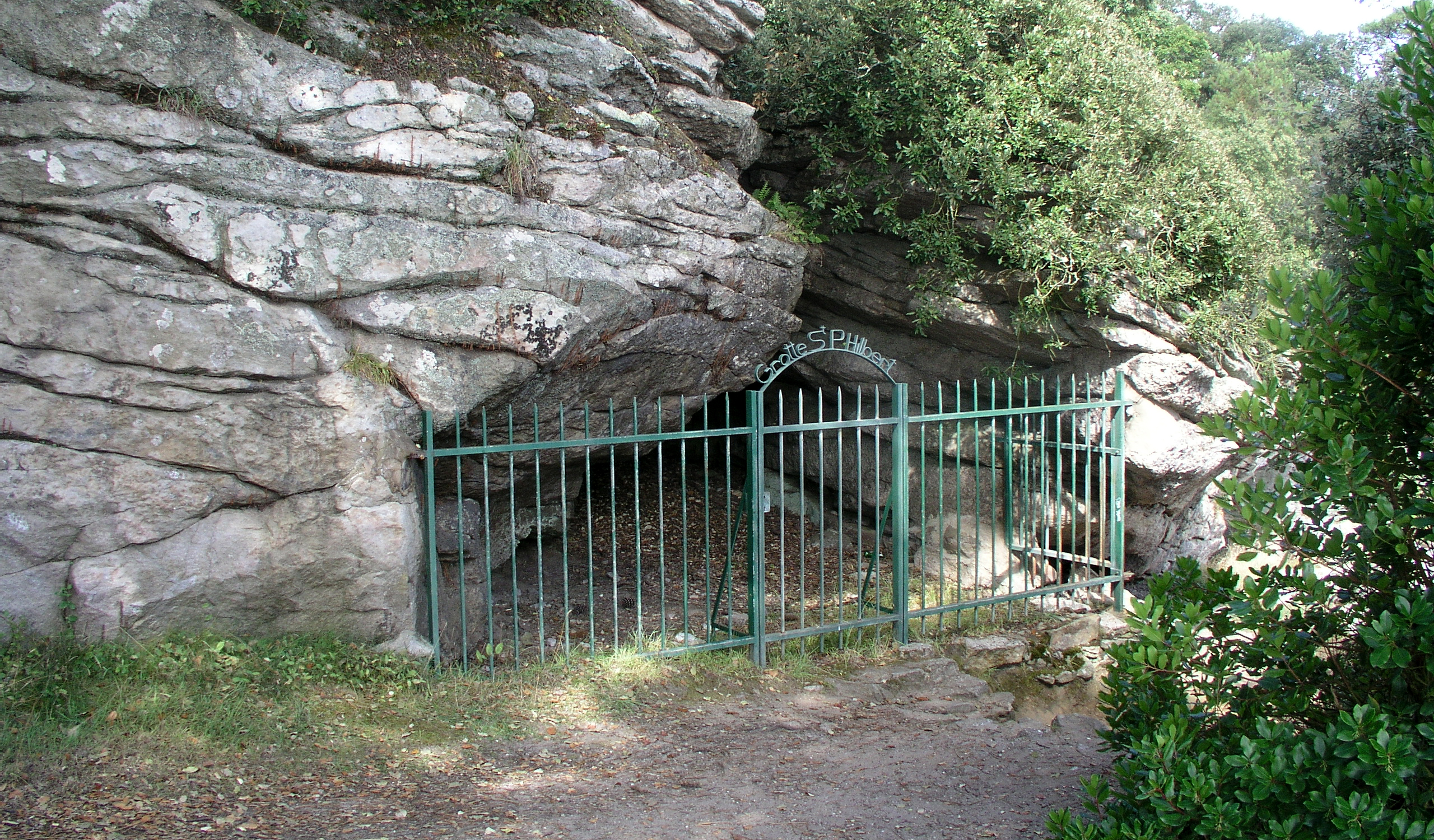
La grotte de Saint-Philbert dans le bois de la Chaize
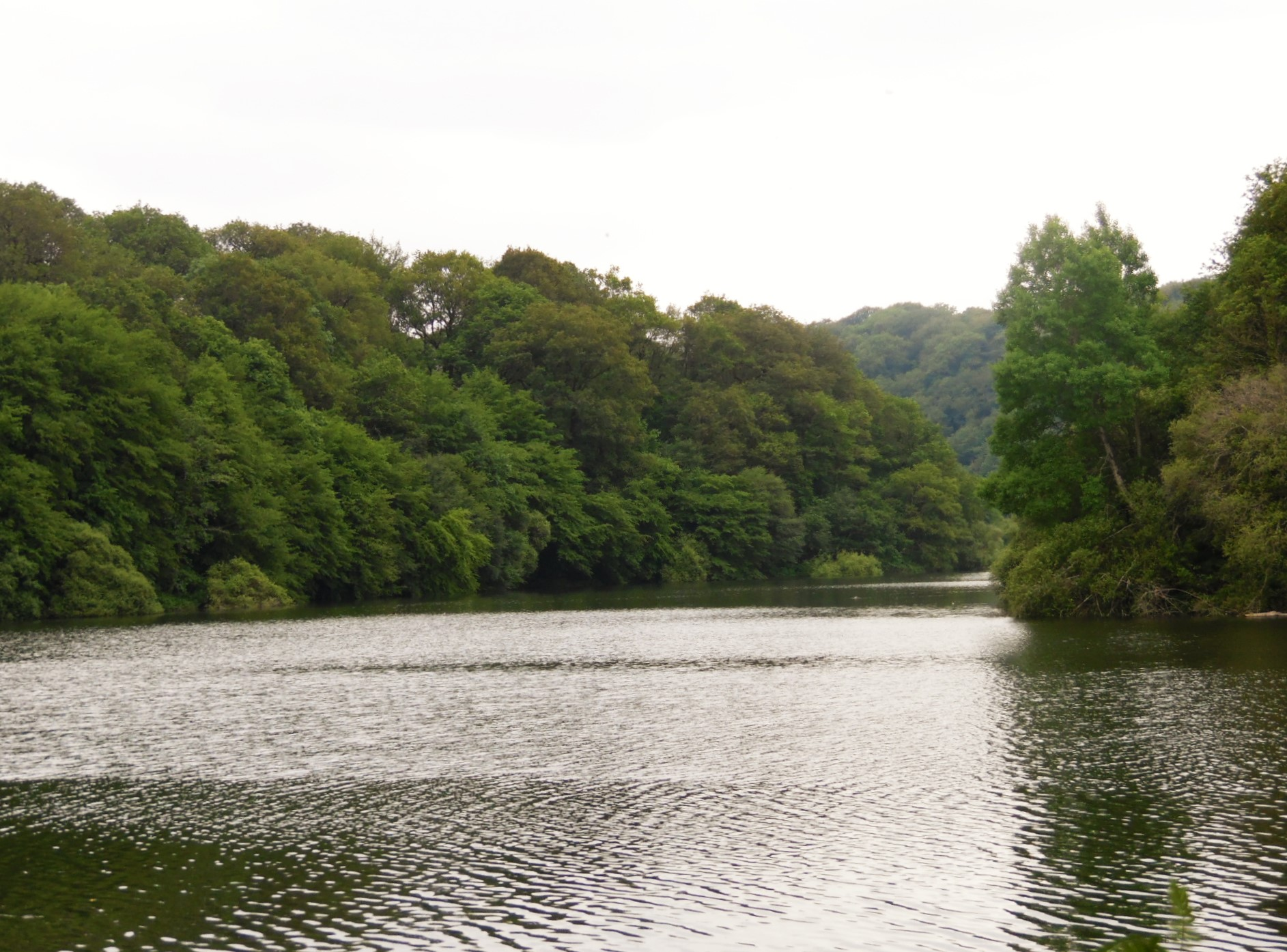
Un des lacs de la forêt de Mervent-Vouvant
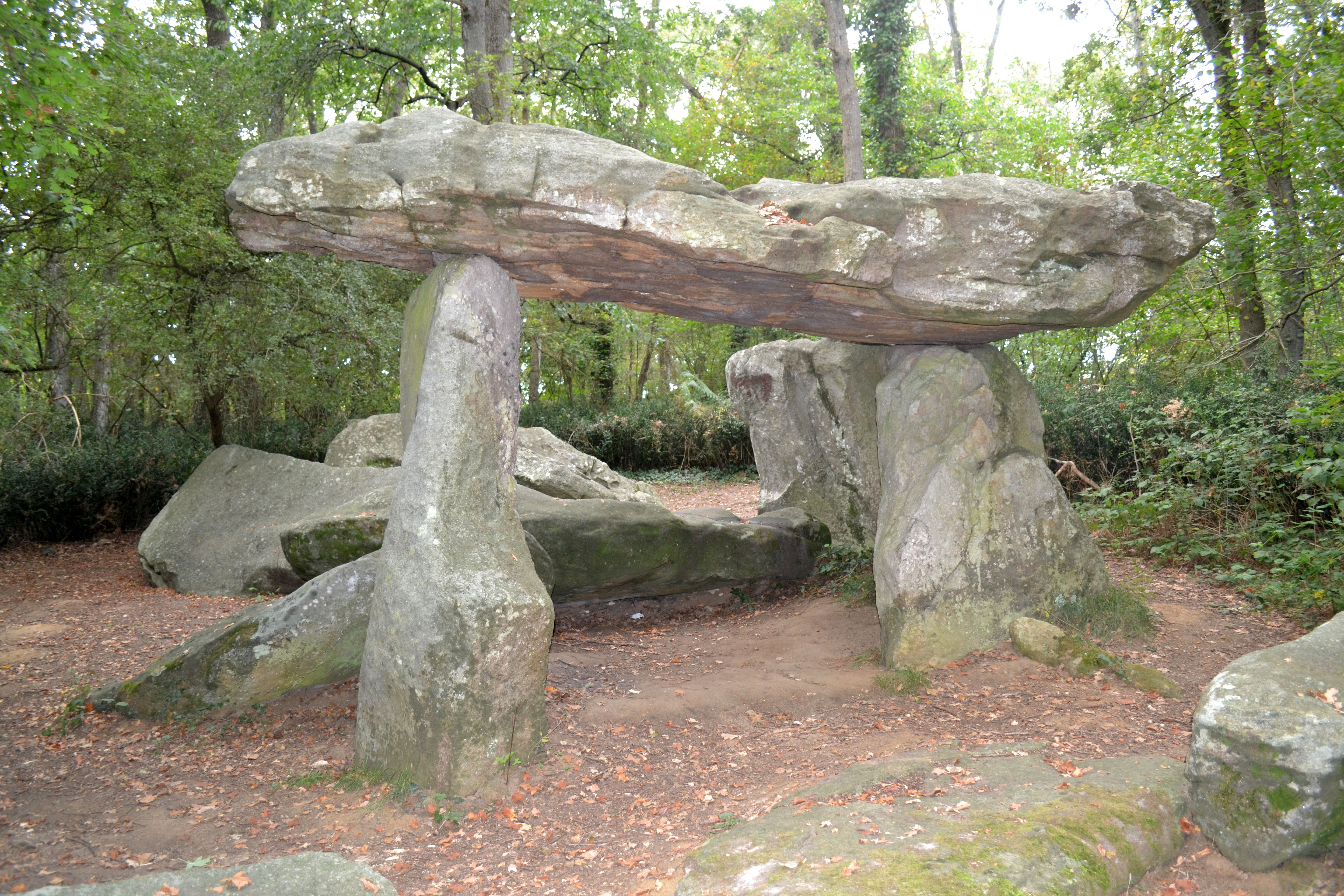
Le dolmen des Pierres-Folles dans un bois à proximité de Commequiers
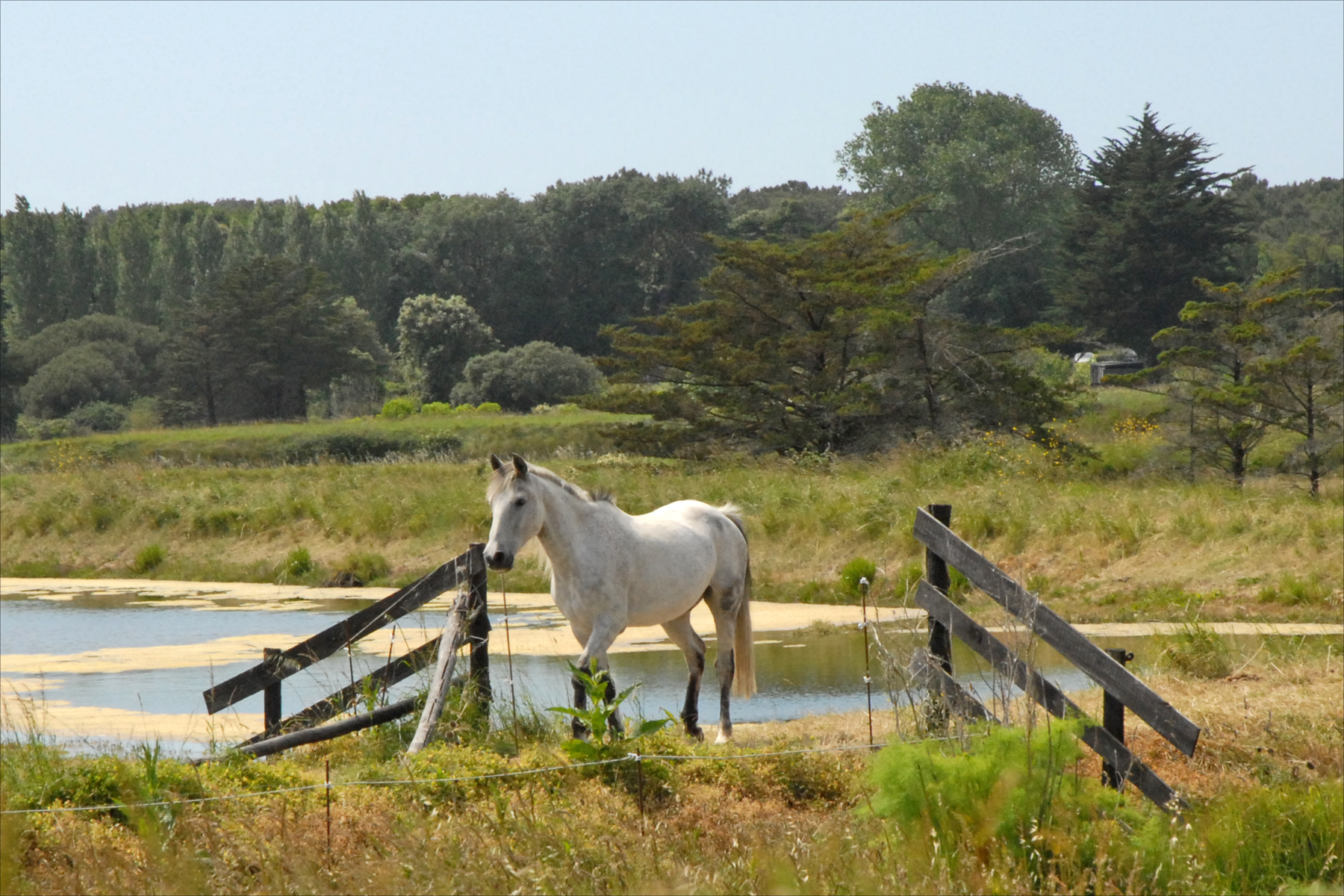
La forêt d'Olonne en arrière-plan du marais du même nom.

## Hydrographie

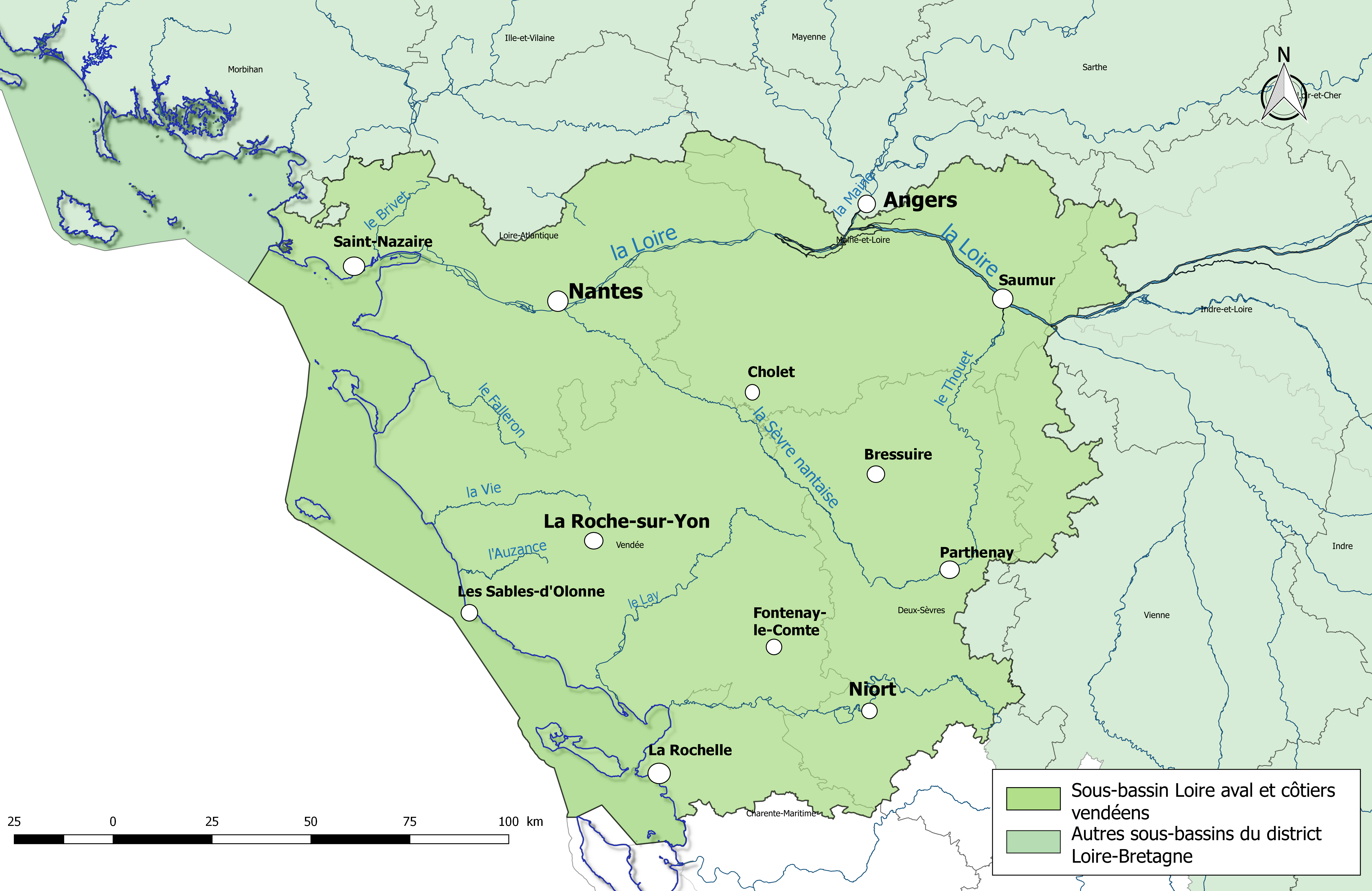
L'ensemble de la Vendée se situe dans le sous bassin versant "Loire aval et côtiers vendéens". Ce sous-bassin se rattache au vaste bassin versant "Loire-Bretagne".

Quant aux rivières, la Vendée étant un département de climat océanique humide, au moins 5 000 km de cours d'eau sillonnent ses terres. On en notera quelques-uns dont la Maine, la Vie, le Lay, la Vendée, la Boulogne, la Sèvre Nantaise et la Sèvre Niortaise. Ces rivières et fleuves prennent leur source, pour la plupart d'entre-eux, dans les Collines vendéennes, au cœur de la partie du plateau armoricain située au sud de la Loire. Les roches dures des sols granitiques tendent à retenir l'eau en surface tandis que dans les plaines calcaire du sud, l'eau s'infiltre dans les nappes phréatiques où elle peut ensuite être utilisée pour l'irrigation des cultures. Les cours d'eau s'écoulent ensuite soit en direction du Nord et de la Loire (Sèvre Nantaise, Boulogne) soit vers l'ouest et le golfe de Gascogne (Lay, Vie, le Jaunay).
La Vendée se situe dans le bassin versant "Loire-Bretagne". Le département y forme le cœur d'un sous-bassin versant plus vaste nommé "Loire aval et côtiers vendéens" qui couvre aussi le sud de la Loire-Atlantique et du Maine-et-Loire, le nord-ouest des Deux-Sèvres et le nord de la Charente-Maritime.

## Géographie humaine

### Population
| \| Localisation de la Vendée en France \| GOLFE DE · GASCOGNE Loire-Atlantique Maine-et-Loire Deux-Sèvres Île de Noirmoutier Île d'Yeu La Roche-sur-Yon Challans Les Herbiers Les Sables- · d'Olonne Fontenay-le-Comte Saint-Hilaire- · de-Riez Luçon Aizenay Chantonnay Saint-Jean- · de-Monts Le Poiré-sur-Vie Saint-Gilles- · Croix-de-Vie Talmont-Saint-Hilaire Mortagne-sur-Sèvre Pouzauges Essarts-en-Bocage Montaigu-Vendée La Ferrière Chanverrie |
| Localisation de la Vendée en France |

| Localisation de la Vendée en France |

| \| Localisation de la Vendée en France \| GOLFE DE · GASCOGNE Loire-Atlantique Maine-et-Loire Deux-Sèvres Île de Noirmoutier Île d'Yeu La Roche-sur-Yon Challans Les Herbiers Les Sables- · d'Olonne Fontenay-le-Comte Saint-Hilaire- · de-Riez Luçon Aizenay Chantonnay Saint-Jean- · de-Monts Le Poiré-sur-Vie Saint-Gilles- · Croix-de-Vie Talmont-Saint-Hilaire Mortagne-sur-Sèvre Pouzauges Essarts-en-Bocage Montaigu-Vendée La Ferrière Chanverrie |
| Localisation de la Vendée en France |

| Localisation de la Vendée en France |

La Vendée, qui comptait en 2018, 679 991 habitants, est un département moyennement peuplé (101,2 hab/km2 en 2018 contre 119,2 hab/km2 pour la moyenne nationale) mais avec une croissance démographique soutenue depuis la deuxième moitié du XXe siècle.

### Urbanisation

#### Un territoire longtemps enclavé et rural
La Vendée a connu, au cours des dernières décennies un désenclavement important, notamment grâce à la mise en service de l’autoroute A83 entre Nantes et Niort, en 2001, et à l'ouverture de l’autoroute A87 entre La Roche-sur-Yon et Angers (permettant la connexion avec Paris) en 2005. Toutefois, jusque dans les années 1970, la Vendée est restée rurale et à l’écart des grands axes de transport. La ruralité de la Vendée s’explique d’abord par la géologie de cette région constituée essentiellement d’un plateau légèrement vallonné (Bocage vendéen), qui favorise l’habitat dispersé au détriment de l’urbanisation. Tandis qu'au sud, la Plaine vendéenne a longtemps été séparée du réseau urbain aquitain par le golfe des Pictons puis par le Marais poitevin, qui, au début du XXIe siècle, constitue toujours un obstacle naturel à la réalisation d'une voie rapide entre Fontenay et Rochefort.
La Vendée s’est ainsi progressivement localisée dans une enclave entre deux grandes voies terrestres permettant l’accès à l’Atlantique depuis Paris : l’axe Paris-Nantes au nord, et l’axe Paris-Bordeaux à l’est et au sud . Ainsi, bien que la Vendée possède une façade maritime, aucun grand port marchand n'a pu s'y développer faute d'axe de transport à même d'acheminer les cargaisons vers l'arrière-pays, contrairement à la Loire-Atlantique (Nantes), à la Charente-Maritime (La Rochelle) et à la Gironde (Bordeaux).

#### Principales villes

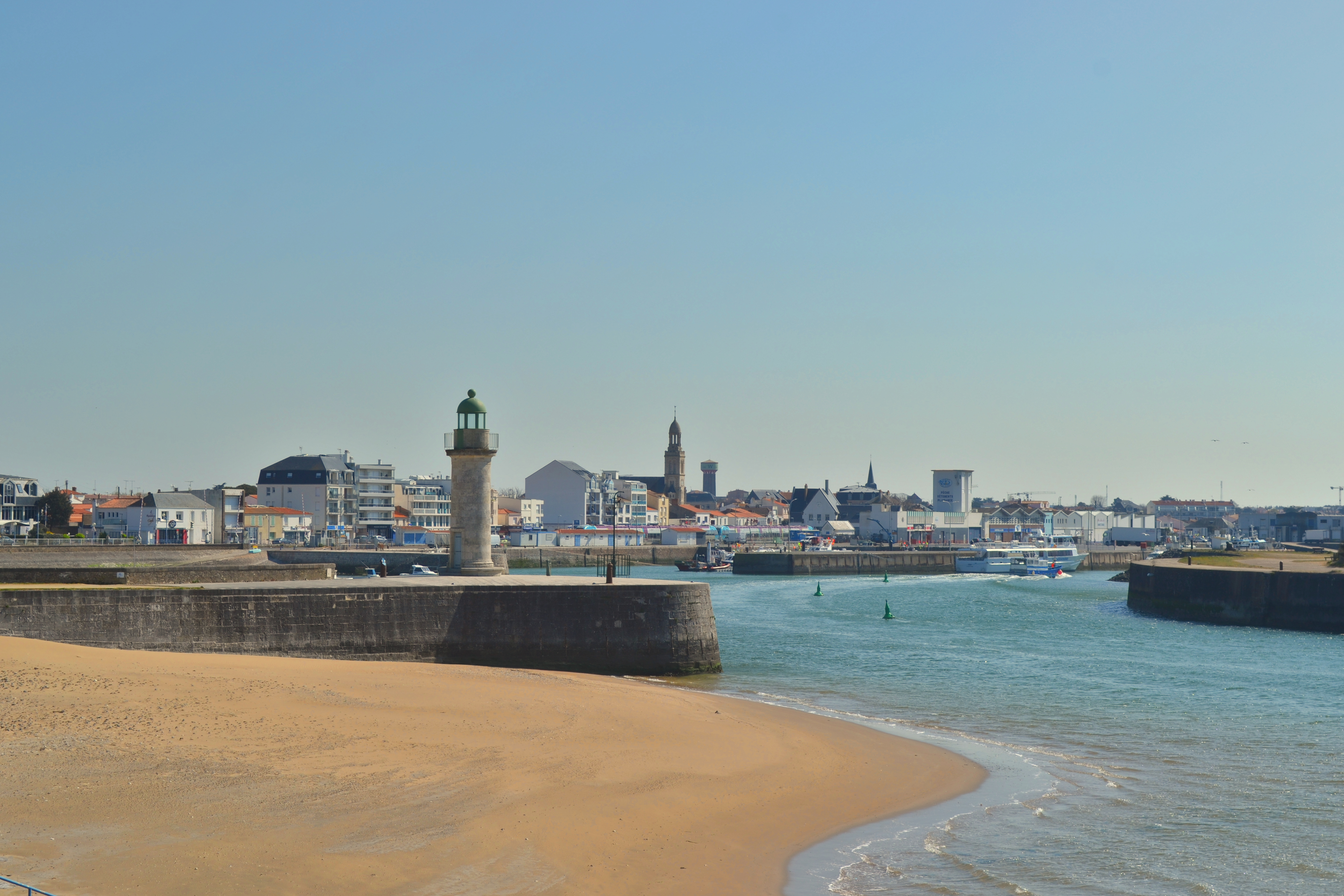
Le port de Saint-Gilles-Croix-de-Vie

À la fin des années 2010, le territoire reste relativement rural et ne compte pas de grande métropole. L'urbanisation s'y organise sous la forme d'un réseau de petites et moyennes villes.
Sur les 257 communes que comprend le département de la Vendée, 96 ont en 2019 une population municipale supérieure à 2 000 habitants, 25 ont plus de 5 000 habitants, sept ont plus de 10 000 habitants et deux ont plus de 25 000 habitants.
Les deux communes les plus peuplées sont La Roche-sur-Yon (55 147 habitants) et Les Sables-d'Olonne en seconde position depuis 2019 (45 030 habitants depuis la fusion des anciennes communes des Sables-d'Olonne, Château-d'Olonne et Olonne-sur-Mer).

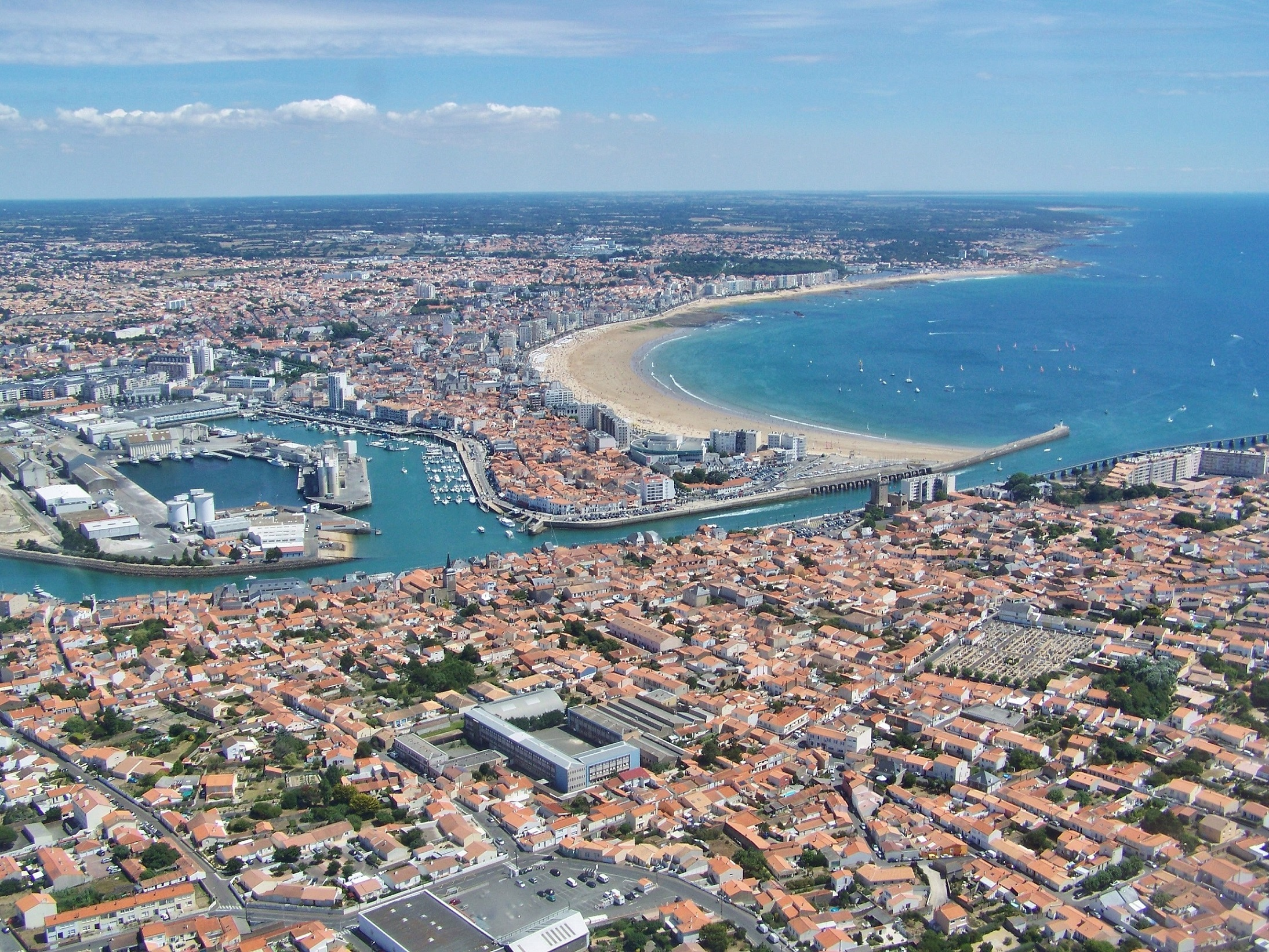
Les Sables-d'Olonne, deuxième plus grande ville du département.

Ensuite viennent les communes de Challans (21 322 hab.), Montaigu-Vendée (20 424 hab.), Les Herbiers (16 250 hab.), Fontenay-le-Comte (13 235 hab.), Saint-Hilaire-de-Riez (11 297 hab.), Aizenay (9 881 hab.), Luçon (9 554 hab.) ...
En termes d'agglomérations, l'unité urbaine de Saint-Hilaire-de-Riez (39 193 hab.) forme la troisième agglomération du département après La Roche-sur-Yon et Les Sables-d'Olonne, mais devant l'unité urbaine de Challans (28 752 hab.).
Enfin, la répartition des populations n'est pas égale sur tout le territoire. Les villes de l'Est ou de l'intérieur du bocage ont tendance à perdre des habitants alors que les villes du littoral observent une forte croissance de leur population.

### Bassin industriel
La Vendée, et en particulier la région du Bocage, est au cœur d'une importante région industrielle à l'échelle de l'Ouest français. De nombreuses petites et moyennes entreprises y sont présentes, ce qui permet ainsi à ce territoire de connaître un faible taux de chômage à l'échelle nationale.

### Toponymie
La Vendée étant historiquement un territoire de langue d'oïl (ancien français), l’immense majorité des noms de lieux que l’on y rencontre sont d’origine française. On notera, d'ailleurs, la surreprésentation des toponymes à suffixe en -ière (La Guérinière, La Gaubretière, etc.) assez caractéristiques des bocages bas-poitevins. Toutefois ce territoire ayant été disputé puis relativement influencé par l’Aquitaine et la Bretagne, quelques toponymes occitans en -ac sont présents dans le Sud-Vendée tandis que quelques toponymes bretons en Ker- sont présents sur le littoral et notamment sur l’île d’Yeu.

## Vulnérabilité des écosystèmes

### Submersion marine et érosion littorale
Dans le contexte de la hausse du niveau des océans, provoquée par le changement climatique, les vastes polders que constituent les marais Poitevin et Breton-Vendéen, dont les altitudes sont souvent inférieures à celle du niveau de la mer, connaissent une vulnérabilité croissante face au risque de submersion marine. En 2010, la tempête Xynthia a entraîné un important recul du trait de côte vendéen, ainsi que la rupture des digues du marais poitevin, provoquant une avancée brutale de l'océan, plusieurs kilomètres à l'intérieur des terres.

### Artificialisation des sols
La forte croissance démographique et économique que connaît ce département, très attractif, au début du XXIe siècle, est à l'origine d'une forte consommation foncière. Le rapide étalement urbain, engendré, notamment, par la construction pavillonnaire et le développement de zones d'activités, a fait de la Vendée l'un des départements français où l'artificialisation des terres agricoles a été la plus conséquente, au cours des décennies 2000 et 2010.